# Simone Martini
Simone Martini (Siena, 1284 körül – Avignon, 1344) itáliai festő, a középkori sienai festészet egyik legnagyobb alakja. Egész életében a legmagasabb körök megrendelésére dolgozott, őt tekinthetjük az első „udvari művésznek” Sienában a Kilencek Tanácsa részére, Assisiben a ferences rend legfontosabb templomában készített freskósorozatot, megbízásokat kapott a Nápolyi Királyságtól, majd élete végén a pápai udvarban dolgozott. Helyi festőből külföldön is elismert művésszé vált. Ő és tanítványi köre jelentős képi mintákat közvetítettek, amelyeket számos más európai festőművész és egész festőiskolák hasznosítottak.

## Élete

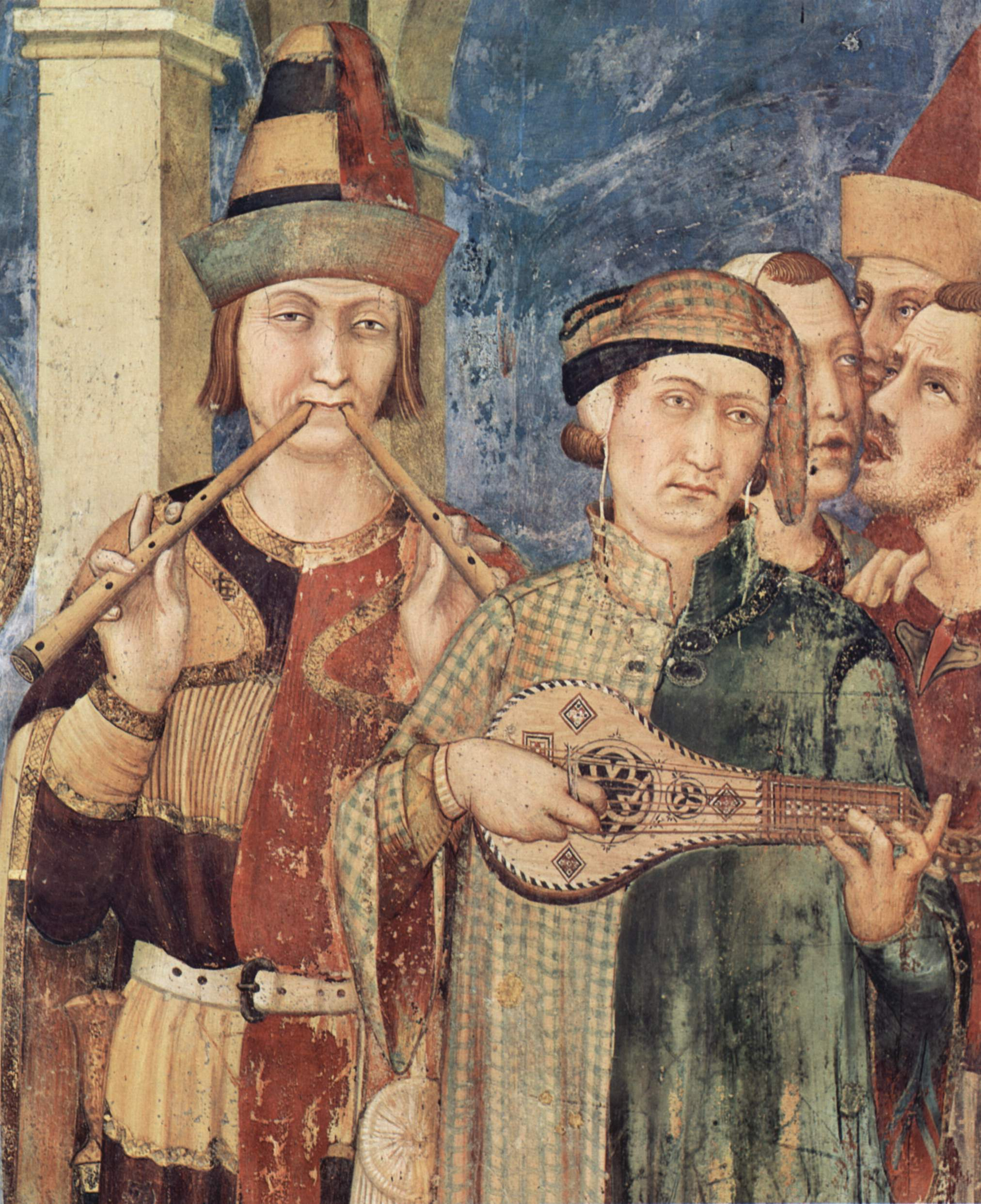
Szent Mártont lovaggá ütik, részlet, Assisi, Szent Márton-kápolna

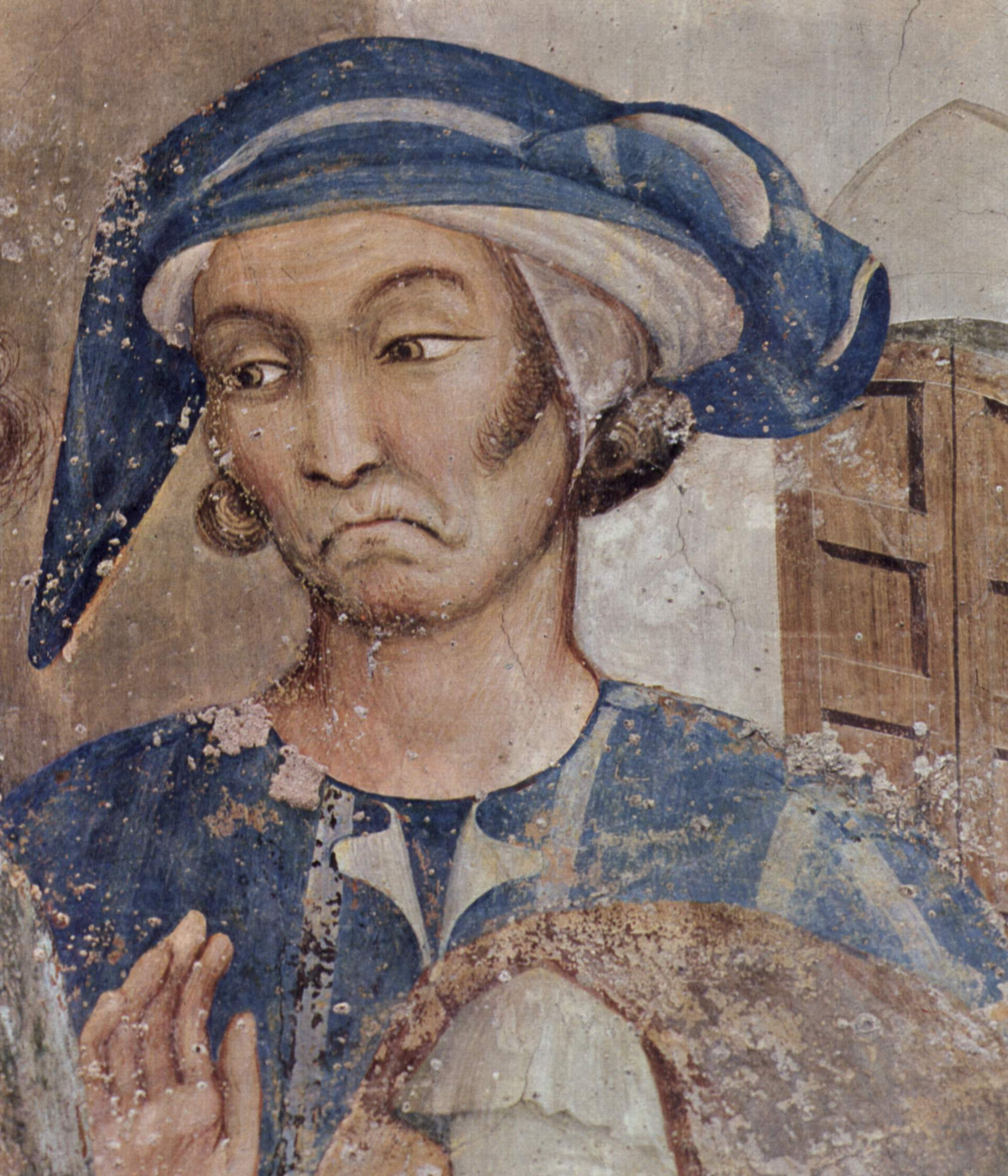
A feltámasztott gyermek csodája, részlet, Assisi, Szent Márton-kápolna

Simone Martini életéről és személyiségéről keveset tudunk. Giorgio Vasari „A legkiválóbb festők, szobrászok és építészek” című művében több toszkánai festő mellett az ő élettörténetét is leírta, de a könyvben szereplő adatok pontatlanok. Vasari még a nevét sem tudta pontosan, Simone Memminek nevezte, összekeverve sógorával Lippo Memmivel.
Életének első majdnem harminc évéről nem maradtak fenn dokumentumok. Sienában vagy nem messze a várostól született 1284 körül. Apja festők segédjeként dolgozott, a freskók előkészítésében közreműködött. Valószínűleg Duccio di Buoninsegna műhelyében tanult, és már 1315 előtt elismert művésszé vált. 1312 és 1315 között rajzokat készített Assisiben, a Szent Ferenc-bazilika altemplomában található Szent Márton-kápolna üvegablakaihoz. 1315-ben megfestette a sienai Palazzo Pubblico (városháza) tanácstermében a Maestát, majd Assisiben a Szent Márton-kápolna freskóin dolgozott. Hírneve gyorsan nőtt, 1317-ben, nem sokkal harmincadik életévének betöltése után Nápolyba, az Anjouk udvarába hívták, ahol évi javadalmazásban részesült, és lovaggá is ütötték. Ezt a tényt egy 1317. július 23-án keletkezett kifizetési megbízás bizonyítja, ahol lovagként és nem festőként említik. A 14. század első évtizedének végén és második évtizedének elején számos táblaképet alkotott, de ezek közül csak kettő datálható, az egyik a pisai Alexandriai Szent Katalin-templom számára 1319-ben készített legjelentősebb szignált képe, a másik a jelenleg Orvietóban található oltárkép, 1320-ból. Ezekben az években készült többi művéről nem maradtak fenn írások, így források hiányában nem lehetséges beazonosítani, hogy a nagyszámú munka közül melyik az ő munkája, és melyiket készítették segédei. A 14. század második évtizedére már számos követője volt, akik műhelyében dolgoztak. Név szerint csak testvérét, Donatót és későbbi sógorait, Lippo és Federico Memmit ismerjük. Az 1320-as években számos megbízást kapott Sienában, erről tanúskodnak a fennmaradt dokumentumok, amelyek általában a művésznek kifizetett összegekről szólnak. 1321-ben a Maestà egy részét újra kellett festenie, 1322-ben és 1323-ban számos megbízást kapott a Palazzo Pubblico díszítésére. Ezek a munkái elpusztultak, és iratokból sem lehet megállapítani, milyen jellegű megbízatások voltak. 1324-ben megnősült, Memmo di Filippuccio lányát, Giovannát vette el. A festő ekkor már tehetős ember volt, nem sokkal házasságkötése előtt házat vásárolt, és esküvőjük alkalmából feleségének 240 arany értékű nászajándékot adott. Így, hogy beházasodott Memmo családjába, még szorosabbá vált az együttműködés Lippo Memmo és közte, ami élete végéig tartott. Valószínűleg az 1320-as években készültek a sienai Szent Ágoston-templom Taranói Boldog Ágoston oltárképe és a magánáhítatra szánt Szent László magyar királyt ábrázoló táblaképe. 1326-ban egy táblaképet festett a Palazzo del Capitano del Popolo részére. Jelentős alkotás volt, erre a művésznek érte kifizetett komoly összegből következtethetünk, de egyéb információt nem tartalmaznak róla a források. A következő évben két zászlót festett, amelyeket a Sienai Köztársaság Róbert nápolyi király fiának, Károly calabriai hercegnek ajándékozott. Ezek az alkotásai sem maradtak fenn. 1329-ben vagy 1330-ban két angyalt festett a Palazzo Pubblico számára és ugyanott elkészítette Marco Regoli képmását akit később árulásért kivégeztek. Ezekről a freskókról is csak a forrásokból vannak ismereteink. Szintén 1330-ban készült el Martini legnépszerűbb műve, Guidoriccio da Folignano képmása. 1333-ban festette a sienai katedrális számára az Angyali Üdvözlet című alkotását, amely az utolsó ismert munkája mielőtt Avignonba költözött. A sienai művészet miniatúrák révén is terjedt. Neki tulajdonítanak egy csodálatosan illusztrált misekönyvet a vatikáni könyvtárban, ezenkívül az ő műve az a nagyméretű, vízfestékkel és hígított temperával festett miniatúra, amellyel egy, Petrarca tulajdonában lévő kódexet díszített (jelenleg Milánóban, a Biblioteca Ambrosianában őrzik). Avignoni tartózkodása alatt készült művei közül csak néhány freskótöredék maradt fenn a Notre-Dame-des-Doms templomban, egy Szent Család ábrázolás a liverpooli Walker Art Galleryben (1342), és egy többrészes oltárkép darabjai Antwerpenben, Párizsban és Berlinben. Simone Martini 1344 nyarán halt meg, Avignonban. Saját gyermekei nem születtek, így végrendeletében vagyonát (két házat, szőlőskerteket és jelentős pénzösszeget) felesége, két unokahúga, Francesca és Giovanna, valamint testvére, Donato gyermekei között osztotta fel. Felesége valószínűleg a pestisjárvány elől menekülve 1347-ben tért vissza Sienába.

## Művészete
Simone Martini Duccio di Buoninsegna életművének folytatója volt, valószínűleg az ő környezetében sajátította el a festőmesterséget. Ismerte Giotto művészetének újdonságait is, de tudatosan tartózkodott alkalmazásuktól. Közel állt hozzá a francia gótika művészete, amelynek elegáns vonalvezetése felismerhető alkotásain. Jóvoltából a sienai iskola kis ideig nagyobb hírnévnek örvendett, mint a firenzei. Dolgozott Assisiben, Nápolyban, Rómában és az avignoni pápai palotában. A köztársaság hivatalos megbízásain kívül keveset dolgozott Sienában, jóval többet a nápolyi Anjouk megrendelésére. Avignoni munkássága révén először francia területeken, majd később Európa más részein is elterjedtek a sienai festészet sajátosságai, a bizánci hagyományokat követő képszerkesztés és színezés, valamint a nyugati gótika vonalvezetése. Ezt a stílust tekinthetjük az internacionális gótika közvetlen előzményének. A freskók mellett számos táblaképet is készített, és ezek a könnyen szállítható fatáblák is nagymértékben hozzájárultak ahhoz, hogy hírneve nagy területeken elterjedjen, és később a sienai stílus kedveltté váljon egész Európában. Alkotásain gyakran alkalmazott arany hátteret, amelyre nem hatottak a térbeli ábrázolás új vívmányai. Számos esetben vésett végű fémeszközzel virág- és más díszítőmotívumokat nyomott az arany háttérre, ezzel jelölve a kereteket, a dicsfényeket vagy a ruhák szegélyét. A középkori festészetben Simone Martini munkáin lehet először megfigyelni, hogy portréin individualista ábrázolásra törekedett. Ennek egyik példája Róbert nápolyi király profilból elkészített ábrázolása vagy Gentile da Montefiore bíboros alakja a Szent Márton-kápolnában.

## Korai művei
Simone Martini korai műveit valószínűleg Sienában alkotta, a 14. század első éveiben. Legkorábbi ismert alkotása a Madonna a Gyermekkel, amely a sienai képtárban található (no. 583). Egy többrészes táblakép középső darabja volt, erre utalnak a festmény keretébe fúrt lyukak. A Madonna a néző felé fordul, testtartása egyenes, köpenye szorosan beborítja a testét. Ezek a jellegzetességek Duccio művészetéhez köthetők, de a festményen felismerhetőek a Martinira jellemző újítások is, mint a Madonna fejét beborító kendő jellegzetes formája, a fények és árnyékok a szereplők ruháin, a Gyermek mozdulata, ahogy a jobb oldali (mára elveszett) szent felé fordul, göndör haja és tökéletesen megrajzolt füle. Egy másik korai művét San Gimignanóban a San Lorenzo in Ponte-templomban fedezték fel, és a kutatások alapján úgy tűnik, hogy 1311 és 1314 között készült. Ez egy Madonna kép, de napjainkra csak az alak arca tekinthető Simone Martini művének, ugyanis 1413-ban Cenni di Francesco csaknem a teljes freskót átfestette. A freskó rendkívül rossz állapota ellenére a fények ábrázolása a Madonna arcán, és a megmaradt köpeny redői emlékeztetnek a sienai képtár Madonnájára. Szintén sienában található az Irgalmas Madonna című festménye, amely ugyanebben az időszakban készülhetett. Még ezen a festményen is felismerhetőek Duccio stílusjegyei, különösen a Mária köpenye alatt ábrázolt alakok elrendezésében, Martini újítása viszont az alakokat elválasztó tér érzékeltetése, Mária élettel teli alakja, és köpenyének redőzete.

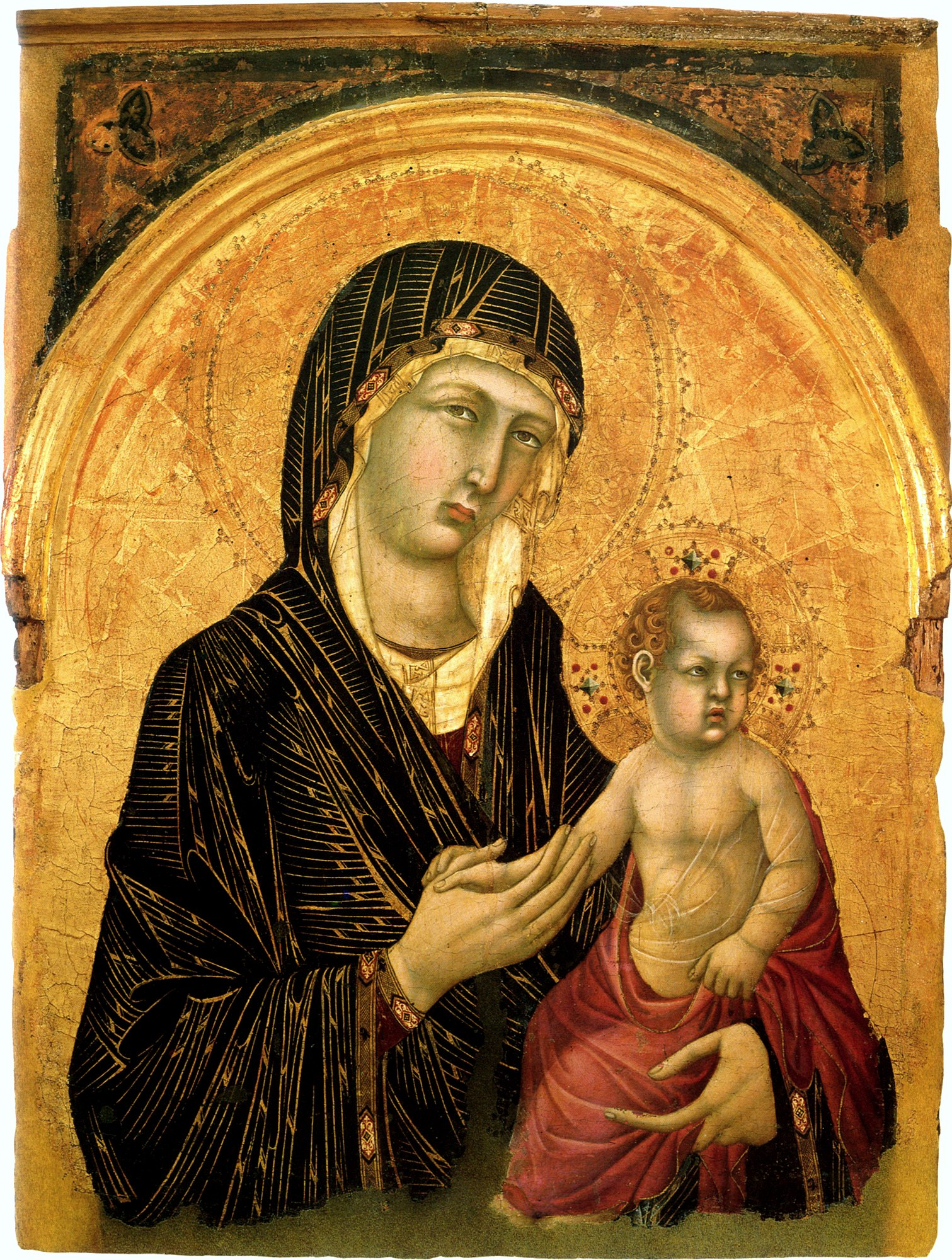
Madonna a Gyermekkel (no. 583), Siena, képtár
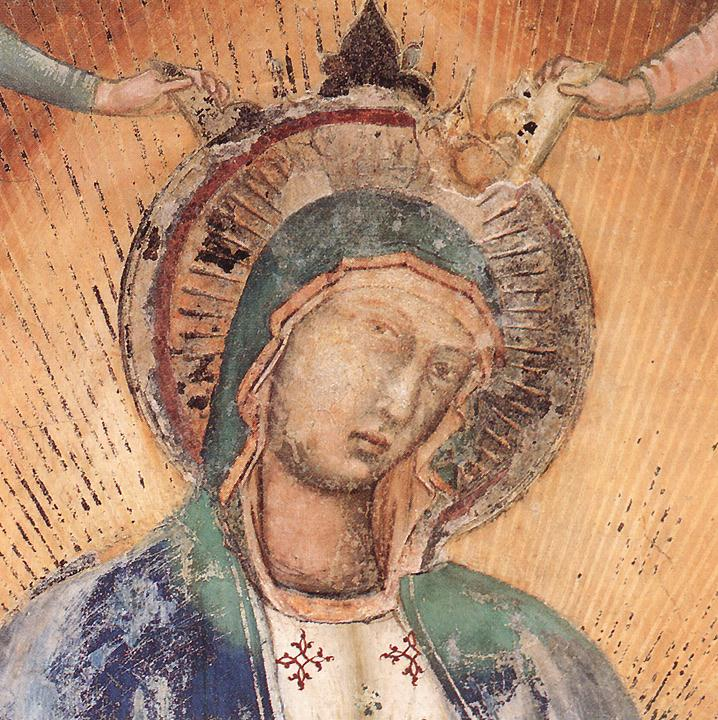
Madonna, San Gimignano, San Lorenzo in ponte-templom
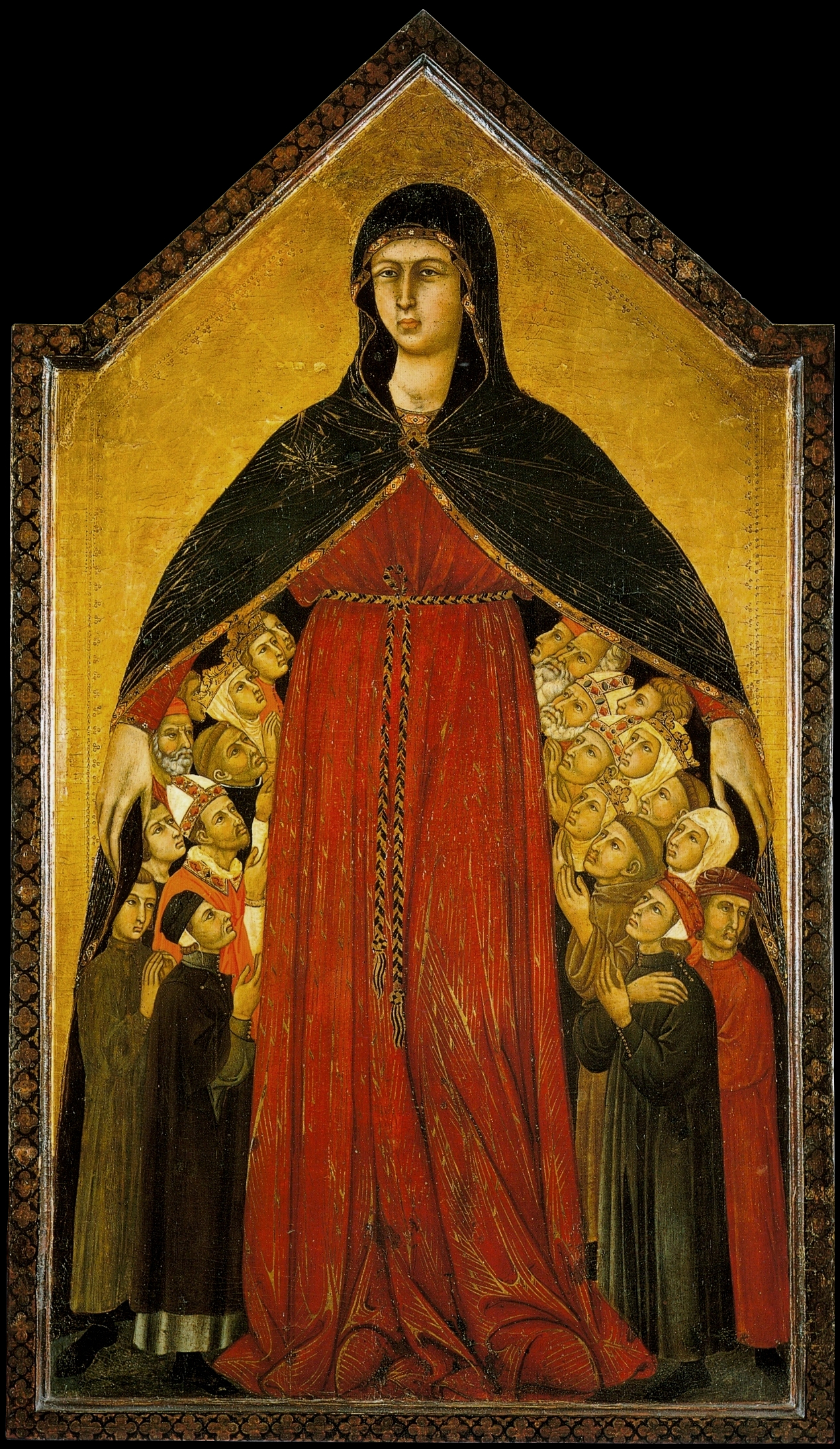
Irgalmas Madonna, Siena, képtár

### A Maestà

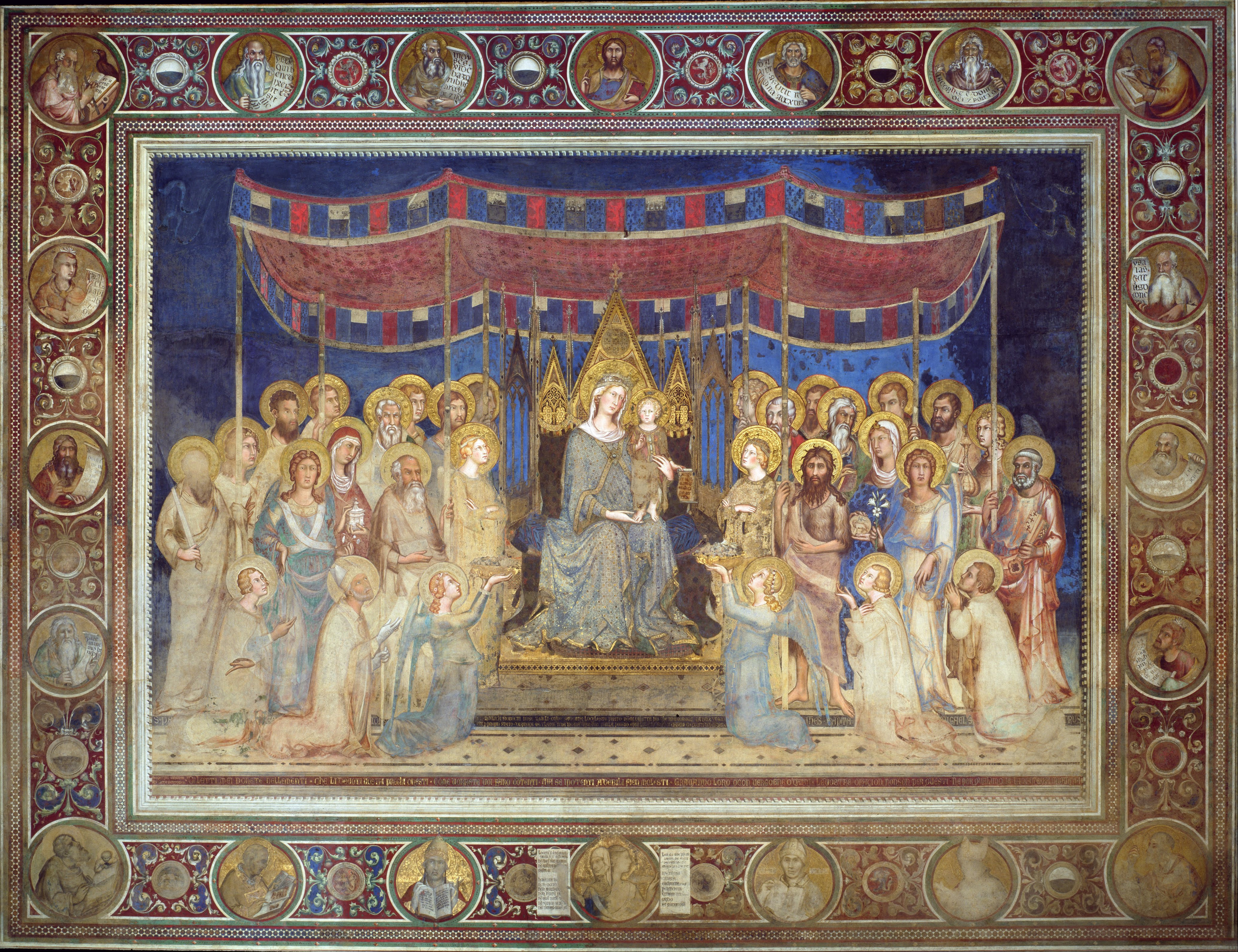
Maestà, Siena, Palazzo Pubblico

Első komolyabb megbízását szülővárosában kapta. A Palazzo Pubblico építése a 14. század első éveiben fejeződött be, és az épület belsejében a tanácsteremben festette meg 1315-ben a Madonnát a város védelmezőjét szentek és angyalok társaságában mindössze négy évvel azután, hogy Duccio a székesegyház oltárképét befejezte. Ebből az következik, hogy Simone Martini ebben az időben már hírneves mester volt, különben nem ő, hanem Duccio kapott volna megbízást egy ilyen jelentős mű elkészítésére. Madonna itt már nem az a félig-meddig bizánci figura hanem koronát visel, mint a francia Madonnák. Ölében a gyermek Jézus egyik kezével áldást oszt másik kezében irattekercset tart. Szent Péter, Szent Pál, Keresztelő János és János evangélista nagyméretű színes szövetbaldachint emelnek a magasba, melynek függönye úgy fordul a néző felé, hogy belső oldala is látszik. A színes szövetbaldachint vékony oszlopok tartják. A trónszék gótikus stílusú, a 14. századi háromrészes oltárképekre emlékeztet, ez arra utal, hogy a művész kezdettől fogva vonzódott a francia gótikához, még mielőtt közelebbről megismerkedett volna vele Avignonban, a pápai udvarban. A Madonnát körülvevő szentek arcvonásai nem túl egyediek, kevéssé kifejezőek, arckifejezésül szelíd, erőszak nélküli. Az alakokat a festő egymás mögötti síkokban helyezte el így próbálta térbeliség látszatát kelteni. A díszes trónszéktől balra többek között Alexandriai Szent Katalin, János evangélista, Mária Magdolna, Gábriel arkangyal és Szent Pál, a jobbra Szent Borbála, Keresztelő (Szent) János, Szent Ágnes, Mihály arkangyal és Szent Péter látható. Az alsó sorban Siena négy védőszentje térdel két angyal társaságában, akik rózsákat és liliomokat nyújtanak át a Madonnának. A nagyméretű freskót széles díszítőszegély keretezi, próféták mellképei és növényi motívumok váltakoznak benne, ezenkívül kisméretű medalionokban többször is megjelenik rajta Siena város címere. A keret négy sarkában a négy evangelista képmása látható szimbólumaikkal. A munka során Sinmone a hagyományos festékeken kívül más anyagokat is felhasznált, ezenkívül a freskó egyes részein belevésett a falba vagy kiemelkedő felületeket alakított ki, hogy a kívánt hatást elérje. Az irattekercs amelyet Jézus a kezében tart igazi papír és rajta lévő szöveg valódi tintával készült. Ezenkívül sokat merített a sienai ötvösök művészetéből is, ezek a motívumok leginkább a trónszék kialakításán figyelhetőek meg A legújabb kutatások alapján valószínűsíthető, hogy a festmény két részletben készült. A térdelő alakoknál, a padlótól körülbelül négy méter magasan húzódik egy vonal ahol a színek kismértékben megváltoznak. Valószínű, hogy a két rész festése között Assisiben tartózkodott ahol felmérte a felületeket és rajzokat készített a Szent Márton-kápolnában. A Maestàt elkészülte után hat évvel részlegesen átfestette, mert egyes részei a beszivárgó esővíztől károsodtak. Elképzelhető, hogy Mária, a gyermek Jézus, és a két virágot tartó angyal alakja ennek az átfestésnek az eredménye, mert a festő érett korszakának stílusjegyeit viselik magukon.

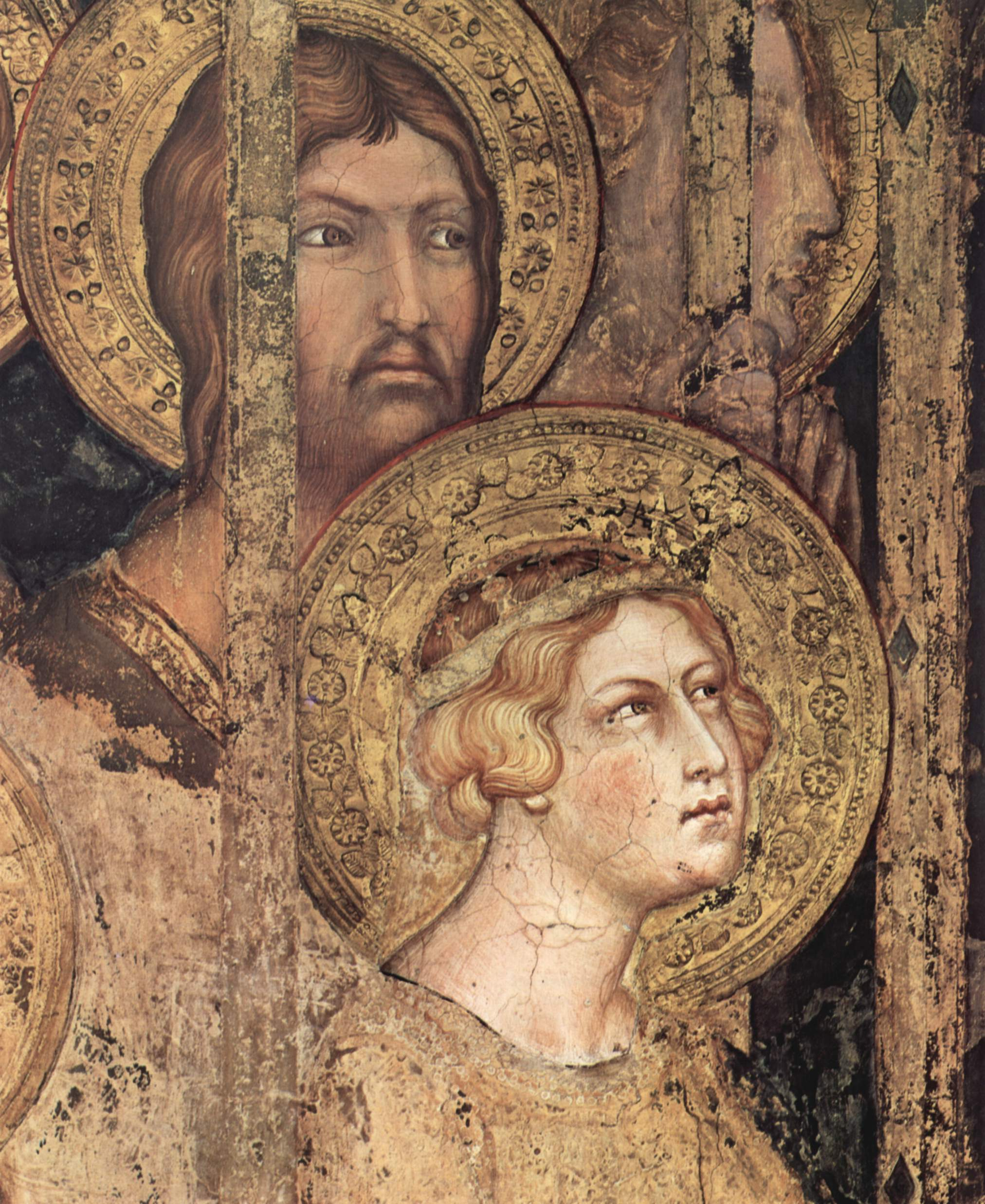
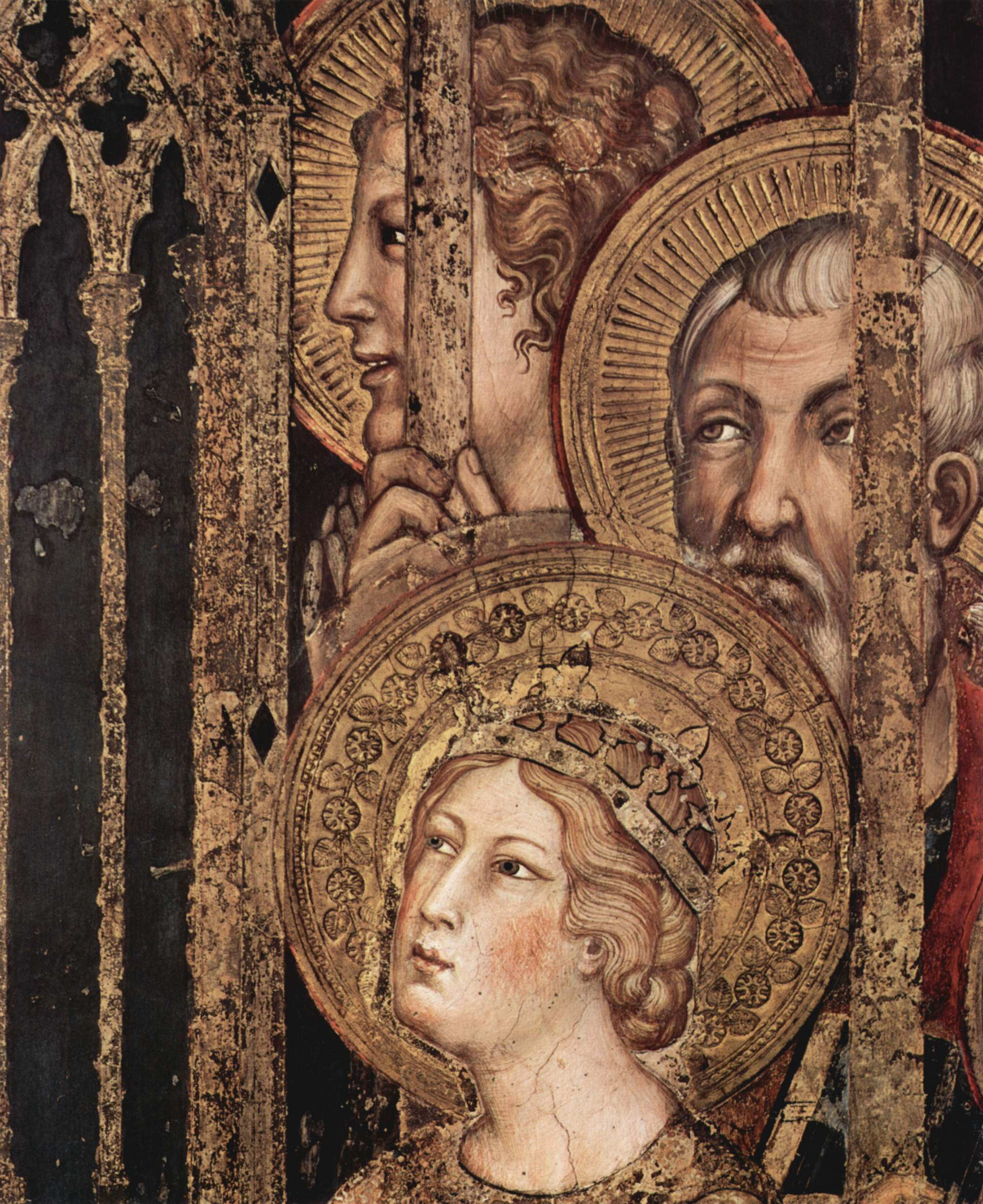
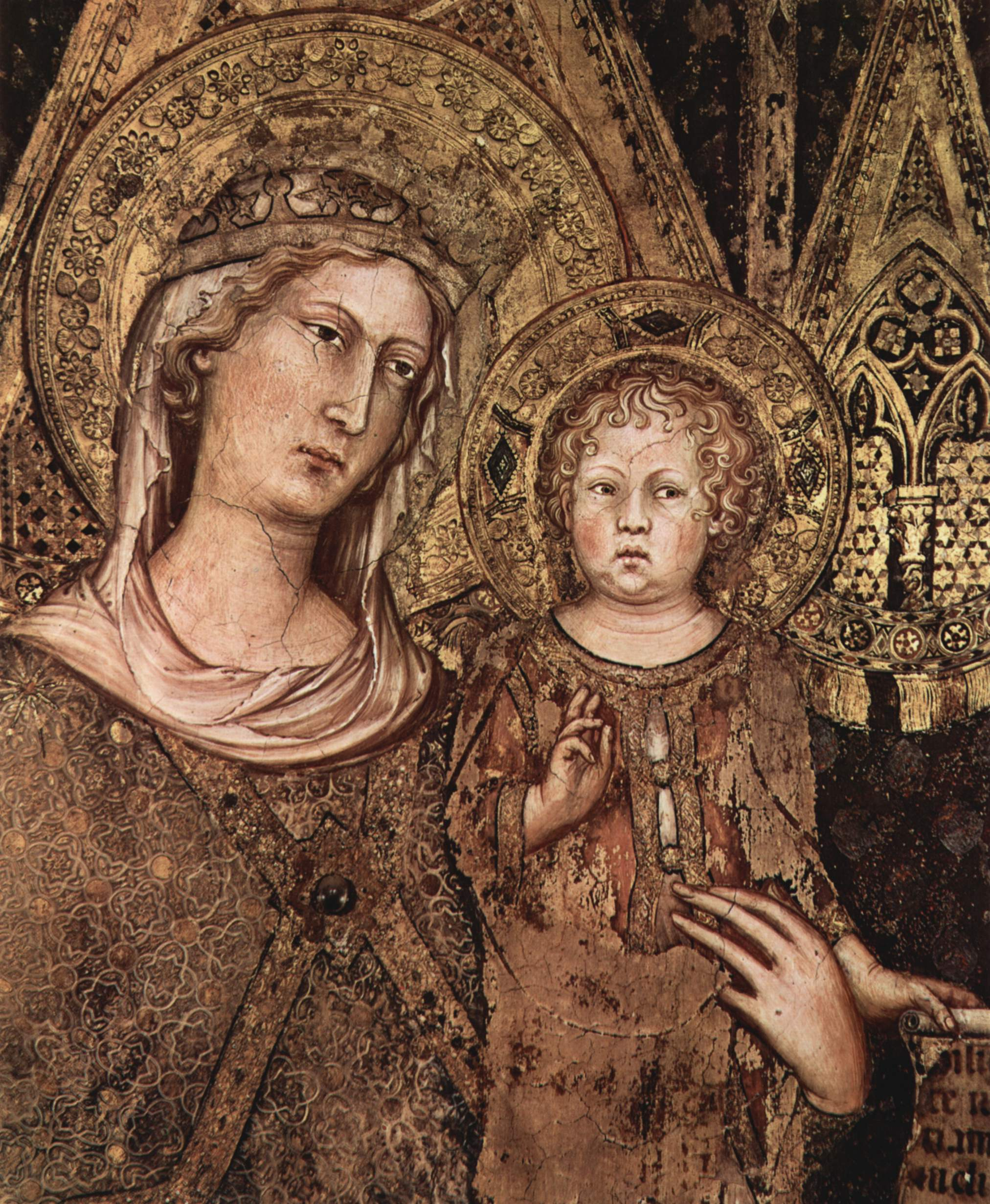

## Simone Martini Assisiben

### A Szent Márton-kapolna

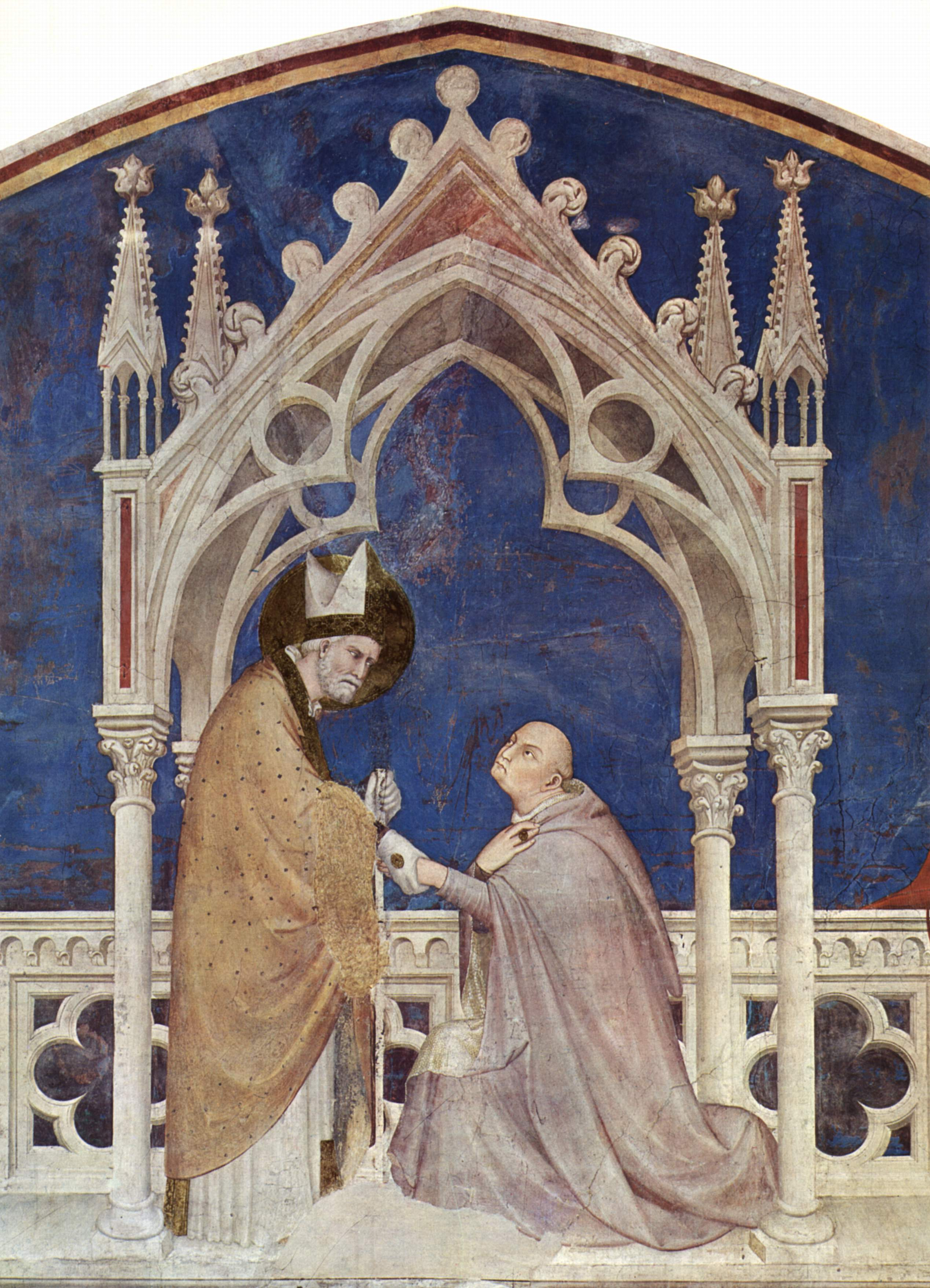
A kápolna felszentelése, Assisi, Szent Márton-kápolna

Simone Martini Assisiben a Szent Ferenc-bazilika alsó templomának egyik kápolnáját, a Szent Márton-kápolnát díszítette egy freskósorozatával. A kápolnát 1312-ben szentelte fel Gentile da Montefiore bíboros, aki végrendeletében jelentős összeget, hatszáz aranyat hagyott a ferences rendre, hogy ebből fedezzék a kápolna díszítésének költségeit. Ez a freskóciklus is kapcsolódik a nápolyi udvarhoz, ugyanis mint alapítójának, a magyarországi legátusként ismert Montefiore bíborosnak végrendeleti végrehajtója Róbert király is szerepet játszott megvalósításában. A Szent Márton kápolna faliképeinek dátuma – nem utolsósorban művészi kvalitásuk következtében – a vitatott kérdések közé tartozik, mert Martini érett korszakából alig maradt ránk szignált és datált műve. Legvalószínűbb, hogy a falképek az 1320-as évek első felében készültek, egyes kutatók szerint viszont néhány évvel korábban 1317-ben. A kápolna bejárati falának egy magasan fekvő félköríves felületén a művész a kor legnépszerűbb szentjeit ábrázolta (Assisi Szent Ferenc, Páduai Szent Antal, Mária Magdolna, Alexandriai Szent Katalin, Szent Lajos francia király, Toulouse-i Szent Lajos, Assisi Szent Klára és Árpád-házi Szent Erzsébet) Az Anjou-ház szentjeinek megjelenése a kápolnában bizonyítja az uralkodóház és a ferences rend közötti szoros kapcsolatot. Amikor Martini a kápolna freskóciklusát tervezte ezek a szentábrázolások valószínűleg nem voltak benne az eredeti tervekben, 1317-ben készülhettek Toulouse-i Szent Lajos tiszteletére, szentté avatásának évében.
A freskóciklus Szent Márton életét mutatja be, aki a 4. században született Pannóniában, katona lett majd később teljes egészében a vallásnak szentelte életét. A festő amikor kiválasztotta a szent életének ábrázolandó jeleneteit eszmei párhuzamra törekedett a felső bazilika Szent Ferenc életéről szóló freskóival. A freskók „A Szent Márton megosztja a köpenyét egy koldussal” „A szent temetéséig” csodák és más jelentős tettek során tíz jelenetben kísérik végig Szent Márton életét. Atmoszférájuk tükrözi a középkori udvarok életét. A Szent Márton életét bemutató tíz jelenetet ornamentális díszítésű keretek választják el egymástól. Eredetileg feliratokat írtak rájuk, de ezek a feliratok napjainkra teljesen elhalványodtak és olvashatatlanná váltak. A freskók mellett a kápolna üvegablakai is jelentős műalkotások, valószínűleg Simone Martini rajzai alapján készültek, még a kápolna kifestése előtt. Az üvegablakokat mindig azelőtt elkészítették, hogy hozzáláttak volna a kápolnák kifestéséhez, mert a színes üvegek jelentősen megváltoztatták a belső terek fényviszonyait így ezzel együtt a festmények hatását is. A bejárat feletti félkörívben „A kápolna felszentelése” jelenetet festette. A képen Gentile bíboros Szent Márton előtt térdel, aki felsegíti a földről. A jelenet egy gótikus stílusú, minden oldalán háromkaréjos félkörívekből kialakított cibórium alatt játszódik. Simone a bíborosról valósághű képet alkotott, ez egyike a realizmusra való törekvés legkorábbi ábrázolásainak.
A Szent Márton életét bemutató jelenetek a bejárat felől kiindulva balról jobbra és lentről felfelé követik egymást három sávban. Az alsó sorban: „A Szent Márton megosztja a köpenyét egy koldussal”, „Szent Márton álma”, „Szent Mártont lovaggá ütik” és a „Szent lemond a fegyverekről”, a középső sávban „A feltámasztott gyermek csodája”, „Meditáció”, „A csodás mise”, „A tűz csodája”, a felső sorban „Szent Márton halála” és a „Szent Márton temetése” jelenetek láthatók.

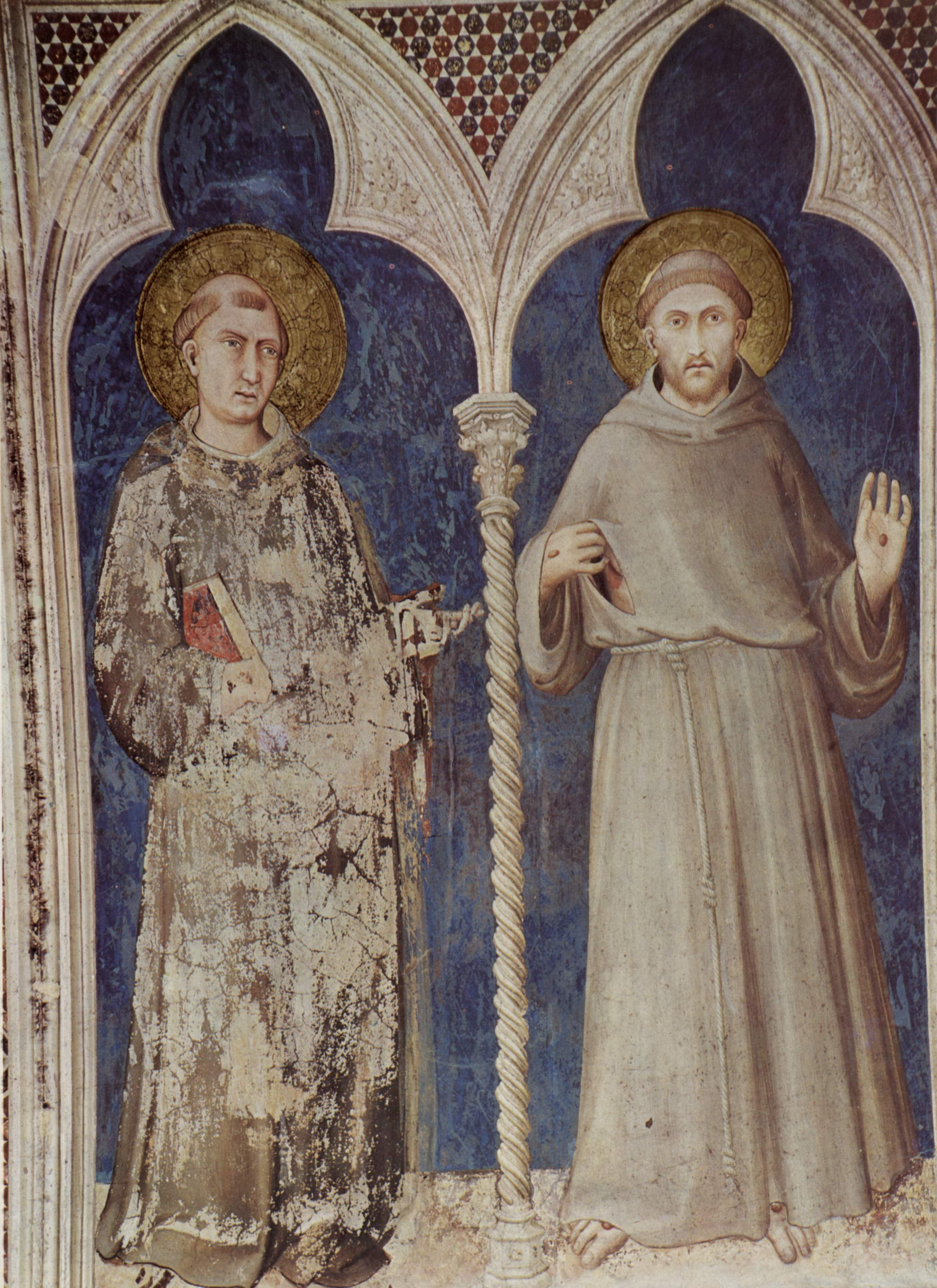
Szent Antal és Szent Ferenc
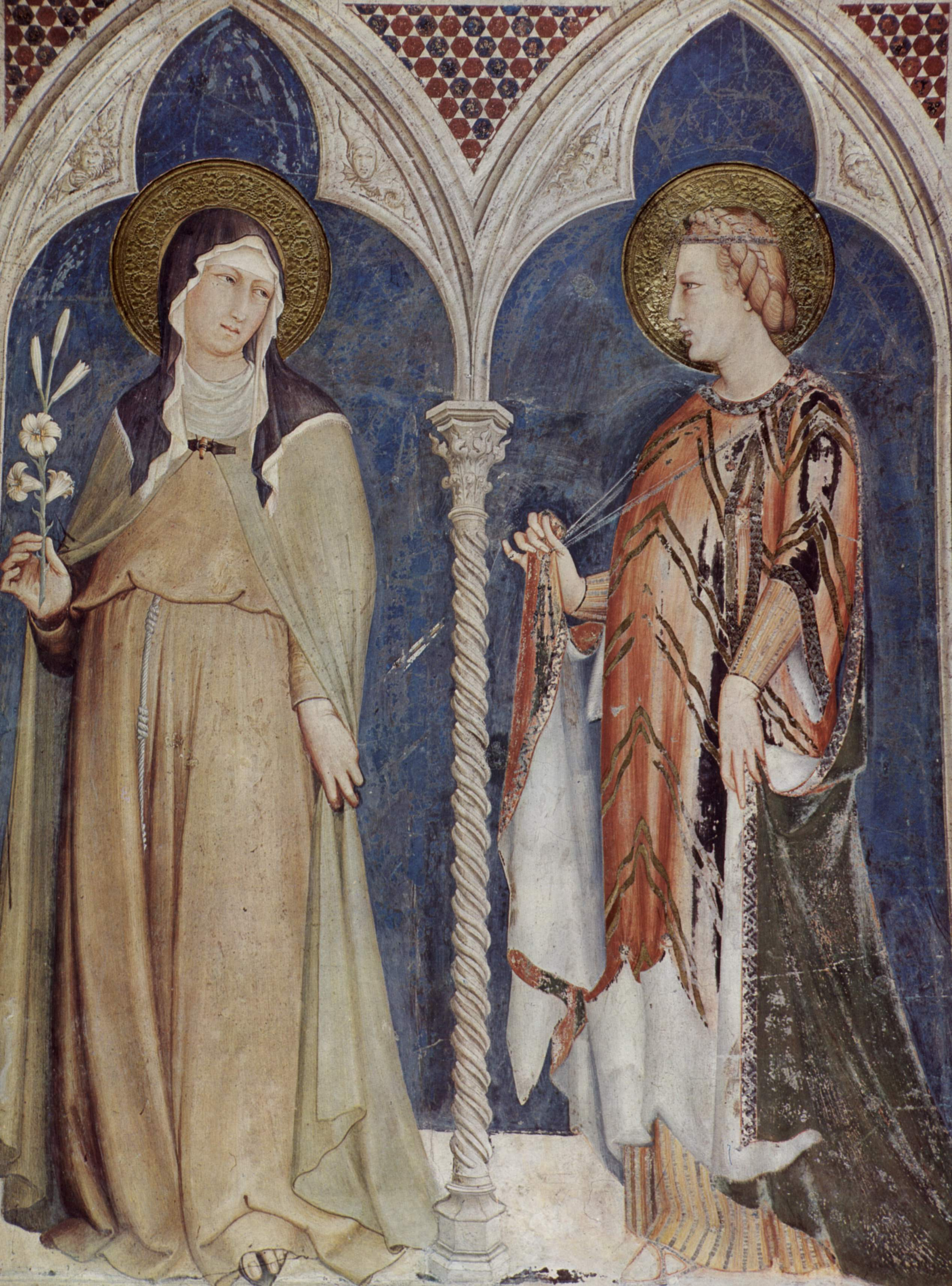
Szent Klára és Magyarországi Szent Erzsébet
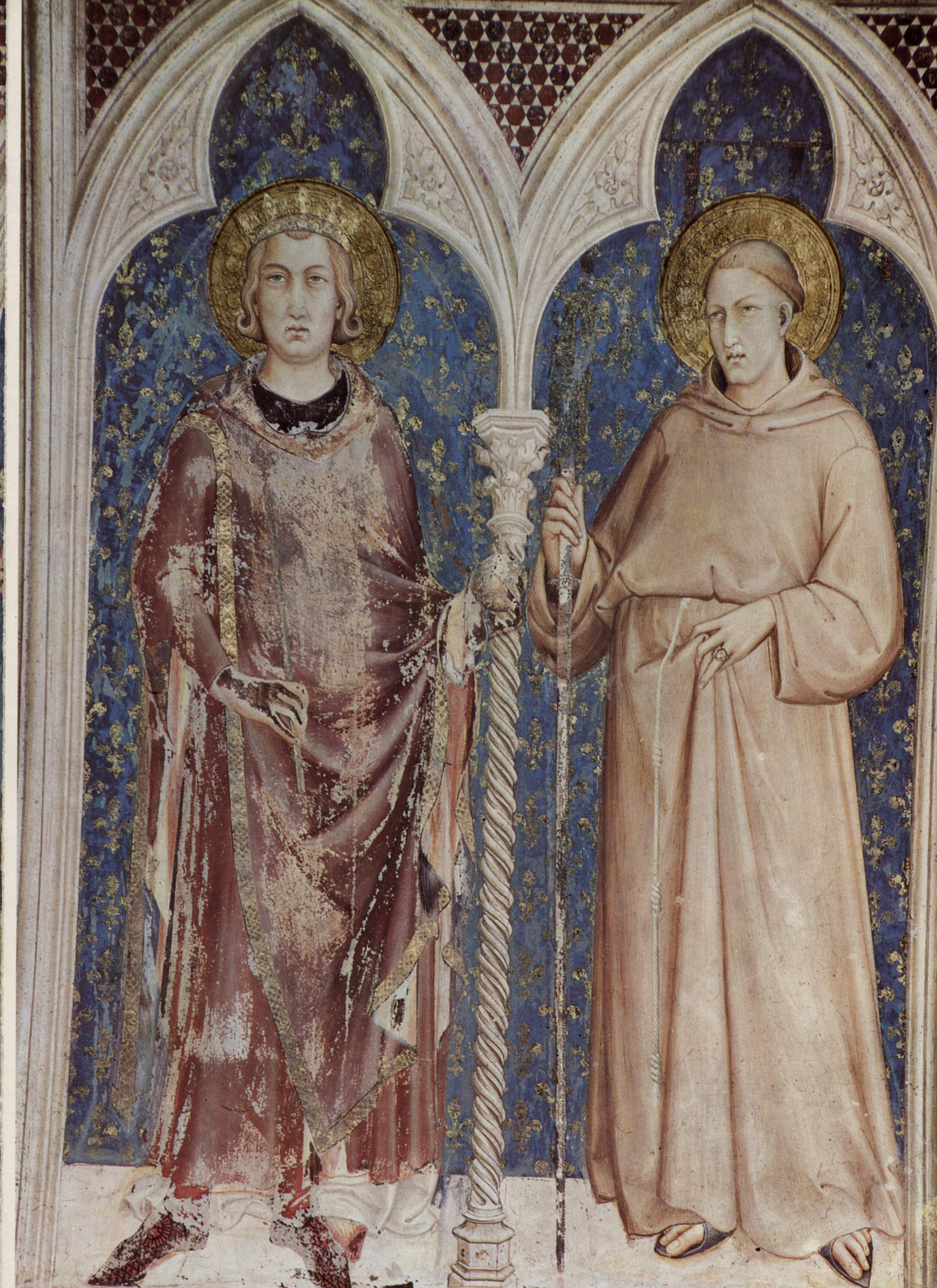
Szent Lajos francia király és Toulouse-i Szent Lajos
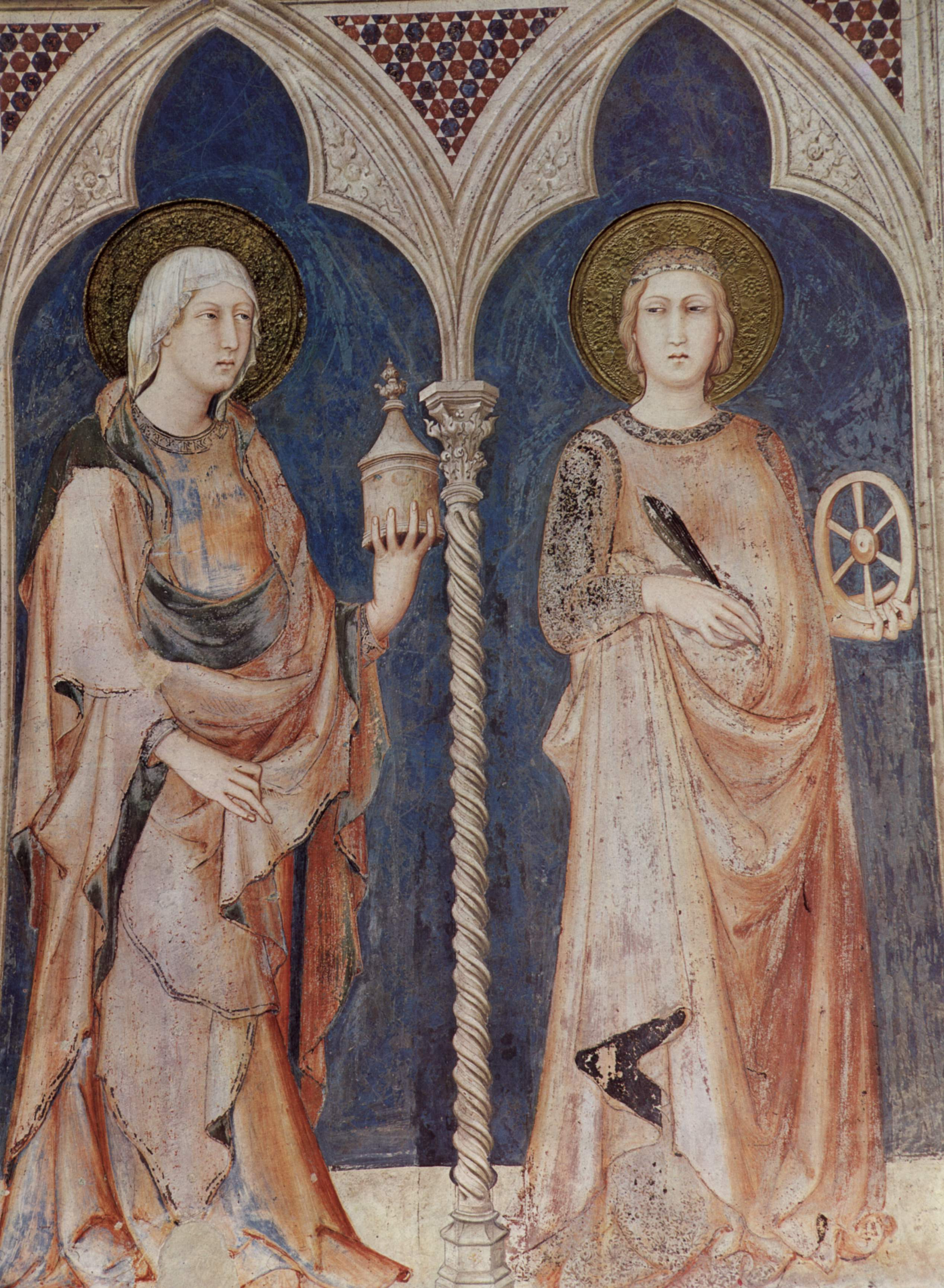
Mária Magdolna és Alexandriai Szent Katalin

### A Szent Márton-freskóciklus

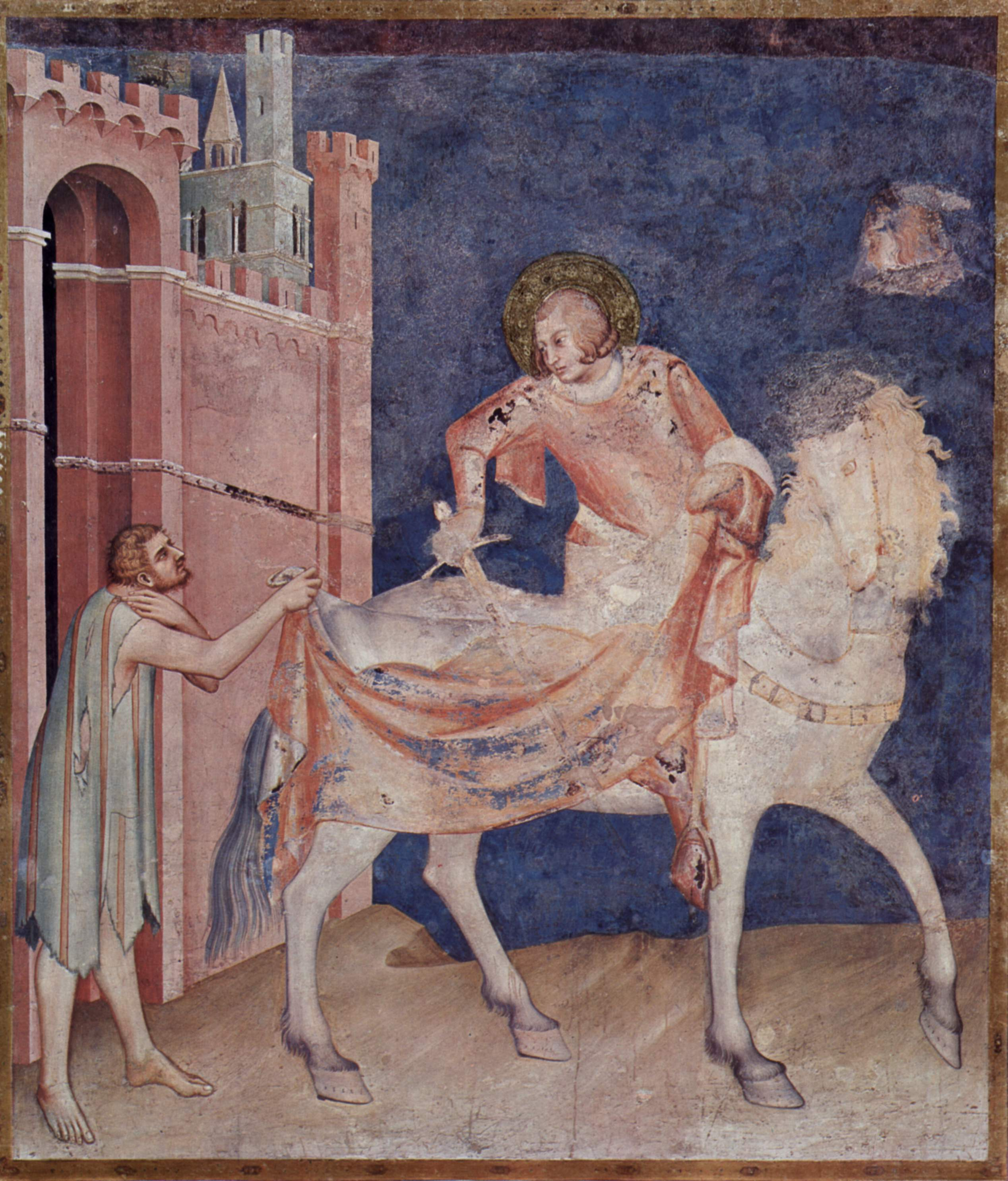
Szent Márton megosztja köpenyét a koldussal

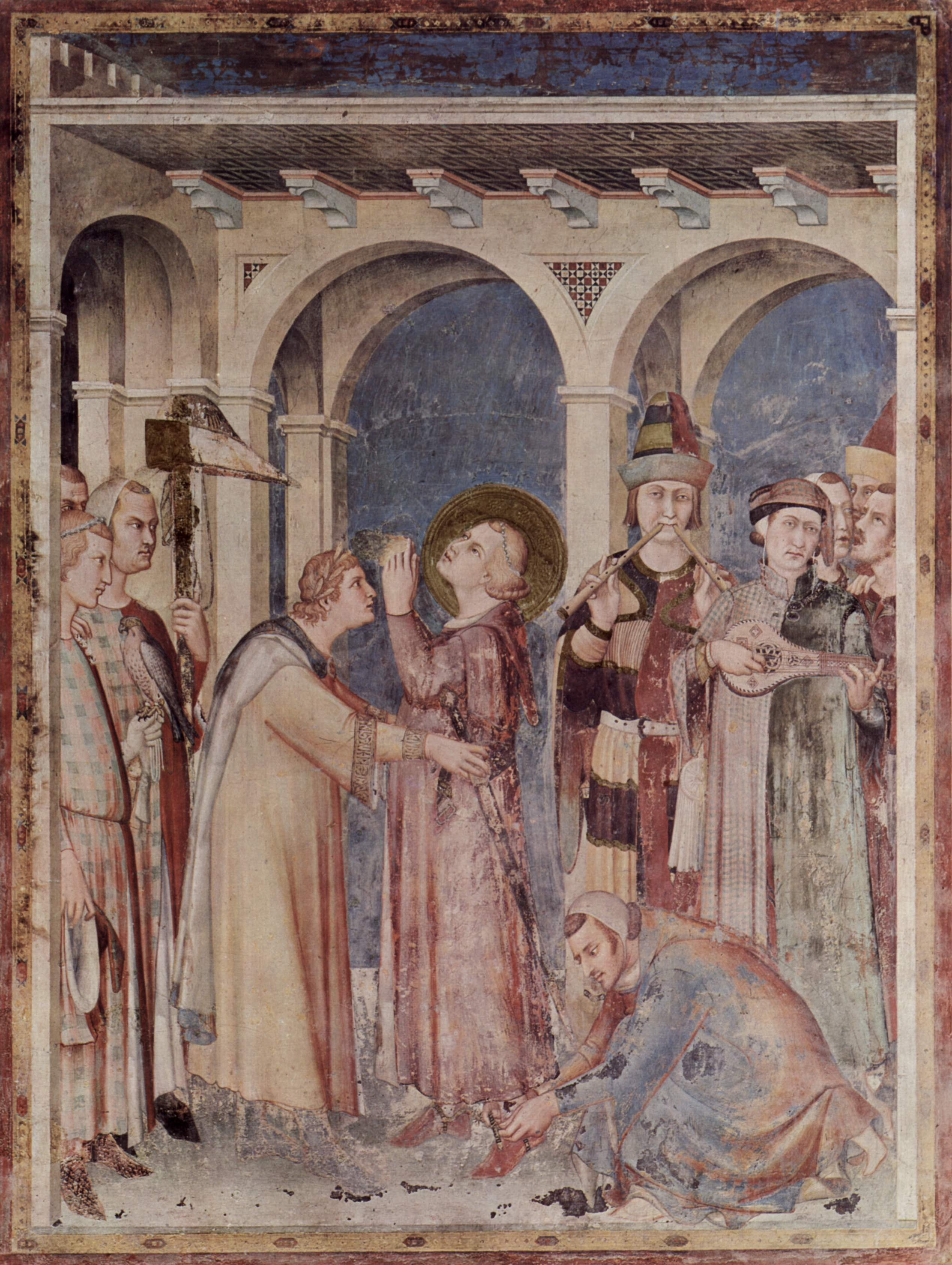
Szent Mártont lovaggá ütik

A tíz jelenetből az első négy még világi személyként ábrázolja a szentet.
- „A Szent Márton megosztja köpenyét a koldussal” azt a tettet ábrázolja, amiről a szent a leghíresebb. A legenda szerint, amikor egy téli reggelen találkozott egy rongyokba öltözött koldussal félbevágta a köpenyét, és az egyik felét nekiadta. A freskó bal oldalán Amiens látható megerősített városfallal és őrtornyokkal. A Szent Ferenc-bazilika múzeumában megtalálható a jelenet szinópiája (előkészítő rajza), amelyből kiderül, hogy a festő eredetileg máshogy képzelte el a képet. Ezen a rajzon a koldust a köpeny felé kinyújtott kézzel ábrázolta, és a városkapu a fal másik végén látható.[31]
- „Szent Márton álma”, ahol Jézus álmában megjelenik a szent előtt, és elmondja neki, hogy Ő volt a koldus. Jézus egy szoros köpenybe burkolózva angyalok társaságában áll az alvó szent ágya mellett, és rámutat. A szent kéztartásából arra következtethetünk, hogy álmában is hallgatja Jézus üzenetét. Az angyalok közül többen imádkoznak, vagy összefont karral hallgatják Jézust. A freskóhoz használt aranyozás térbeli mélységet érzékeltet. Jellemző Simone Martini realizmusra való törekvésére, hogy a szent takarójának szélén és párnájának díszítésén tipikusan sienai motívumokat ábrázolt.[32]
- a „Szent Mártont lovaggá ütik” jelenet nem alapulhatott a szent legendájára, mert nem említettek benne semmit amiből következtetni lehetne a szent katonai előmenetelére.[33] A festő egyszerűen a 14. század világában ábrázolta a római katonát, ezenkívül igyekezett minél többet megmutatni kora arisztokratáinak életéből. A lovaggá ütés egy loggiás famennyezetes palotában történik, a jelenetet énekesek, muzsikusok, solymászok figyelik. A császár mozdulatlan arckifejezése félig nyitott szája és merev tekintete hasonlít a római érméken található ábrázolásokhoz. Arcvonásait Simone Martini valószínűleg I. Constantinus római császár egyik pénzérméje alapján festette.[34]
- a „Szent Márton lemond a fegyverekről” jelenetben a szentet római tisztként ábrázolja, ahogy szembenézve az ellenséggel kijelenti „Krisztus katonája vagyok így nem harcolhatok” Balra a római tábort látjuk a császárral, egy csapat katonával és kincstárnokkal aki pénzt oszt szét a zsoldosok között. Jobbra a hegyek mögött áll az ellenség tábora. Középen a szent még lovagként, de kezében keresztet tartva a császár felé néz és közben elindul az ellenség felé.
- A középső sávban ábrázolt jelenetek a szent életének utolsó szakaszát mutatják be azután, hogy Szent Mártont 371-ben Tours püspökévé szentelték. A „Meditáció” jeleneten a szent gondolataiba merülve egy trónuson ül (ugyanazon, amelyen a művész az előző képen a császárt ábrázolta) miközben két tanítványa megpróbálja visszazökkenteni a valóságba, hogy misézhessen a szomszédos kápolnában. Egyikük megrázza a vállát a másikuk eléje tartja a misekönyvet.
- A következő „Csoda a mise alatt” kép az itáliai freskóciklusok egyik nagyon ritkán előforduló jelenete, és ez a legkorábbi ábrázolása.[34] Miután Szent Márton megosztotta ruháját egy koldussal misét tart, majd a mise alatt megjelenik két angyal és egy rendkívül díszes és drága ruhaanyagot nyújt át neki. Figyelemreméltó a szent mögött térdelő diakónus meglepett arckifejezése és ösztönös mozdulata ahogy a püspök felé nyúl.
- a „Feltámasztott gyermek csodája”, hasonlóan az előző képhez itt szerepel legkorábban az itáliai festészetben.[34] Egy anya halott gyermekével közeledik az imádkozó szent felé és kéri, hogy tegyen érte valamit. A szent csodás közreműködése után a gyermek feltámad. A művész itt nem követte a szent legendájában leírtakat, hanem összedolgozta egy Sienában ebben a korban szájhagyomány útján széles körben terjedő másik legendával. Legkorábban egy 1657-ben keletkezett dokumentumból van róla tudomásunk.[34] A legenda szerint Szent Márton Rómába tett zarándokútja közben megállt Sienában, ahol feltámasztott egy halott gyermeket. A csoda tiszteletére a városban egy Szent Mártonnak szentelt templomot emeltek. A művész ezt a jelenetet is saját korába helyezte át. A képen szereplő alakok közül az égre néző szerzetes Gentile da Montefiore arcvonásait viseli. Az alakok közül többen imádkoznak, de némelyikük arcán, például a kék sapkás lovagén szkepticizmus tükröződik. A várost a jobb oldalon látható torony jelképezi. A kocka alakú lőrések, és az ablakok a Palazzo Pubblicora utalnak. Így nézhetett ki a sienai városháza 1325 előtt, mielőtt a Torre del Mangia (a városháza tornya) megépült. A freskó rossz állapotban van egyes részein a festés teljesen hiányzik
- „A tűz csodája” freskó az előző képhez hasonlóan rossz állapotban van. A csoda utáni perceket ábrázolja, amikor a legenda szerint a császár trónszékéből lángok csaptak ki, miután visszautasította, hogy a szentet egy kihallgatáson fogadja. A császárt a szent felé kinyújtott kezével ábrázolja, mintha meg akarná ölelni. A kép egyik különlegessége a bal oldalon álló alak meglepetést tükröző mozdulata, ahogy kezét a szájához emeli. A képen számos építészeti elem jelenik meg, boltozatok, gótikus ablakok, oszlopok, lőrések, a román és a gótikus művészet elemei.
- a freskóciklus utolsó két képe a „Szent Márton halála” és a „Szent Márton temetése” a felső sorban látható. Felépítésük nagyon hasonló, mindkettőn a szentet tanítványai és követői körében látjuk egy épület belsejében. A jelenetek egyes szereplői feltűnnek mindkét freskón, például a barna csuhába öltözött szerzetes és a tonzúrás piros és zöld ruhába öltözött tanítvány. A szent halálát ábrázoló képen a jobb oldalon álló magasabb, piros ruhában öltözött alak Anjou Róberthez hasonlít.[35] A környezet is idomul az ábrázolt jelenetekhez. A szent halála egy csupasz falú, rideg, dísztelen környezetben következik be, míg a szent temetését egy fénnyel elárasztott díszes, gótikus stílusú kápolnában ábrázolta a festő.

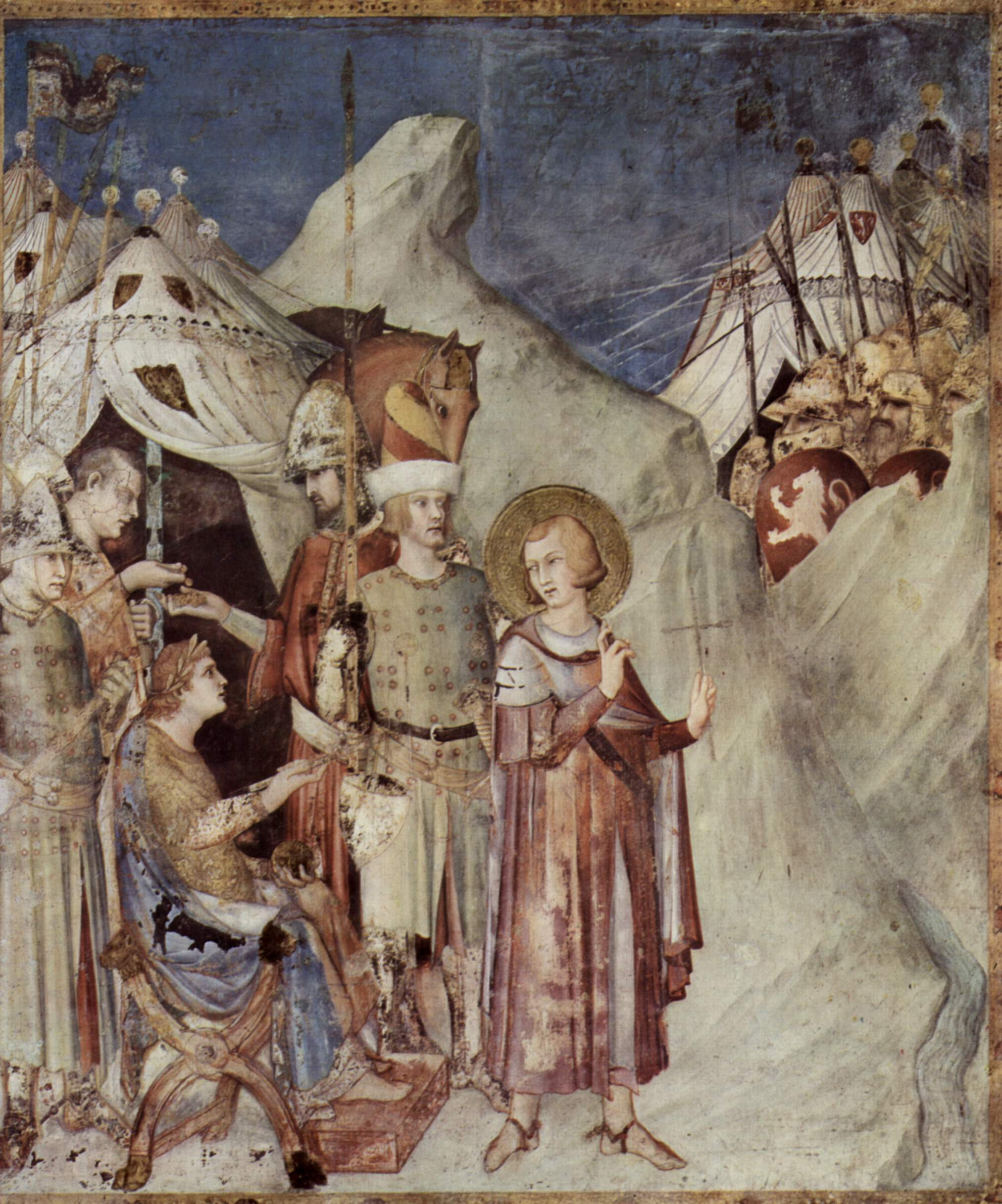
Szent Márton lemond a fegyverekről
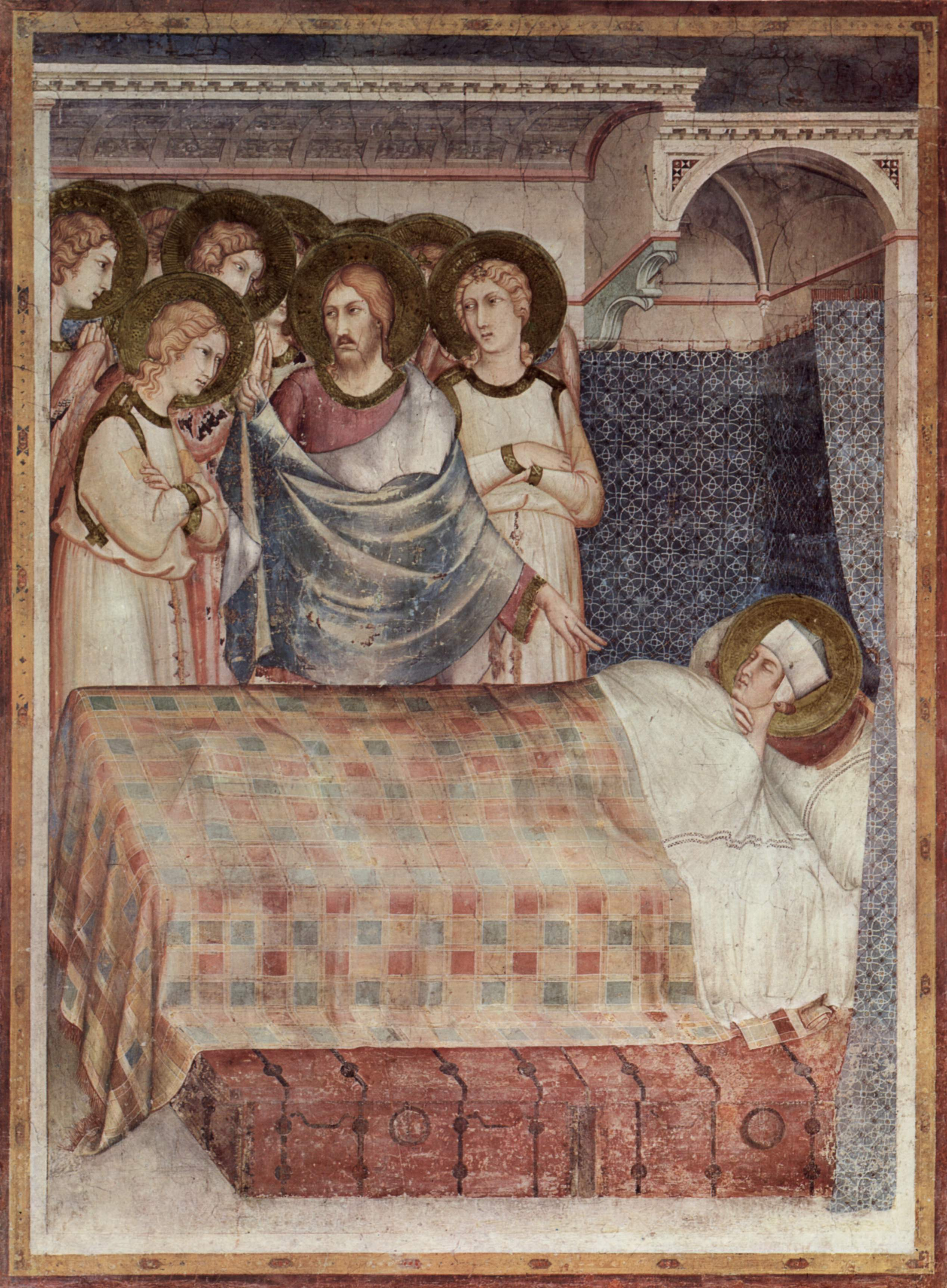
Szent Márton álma
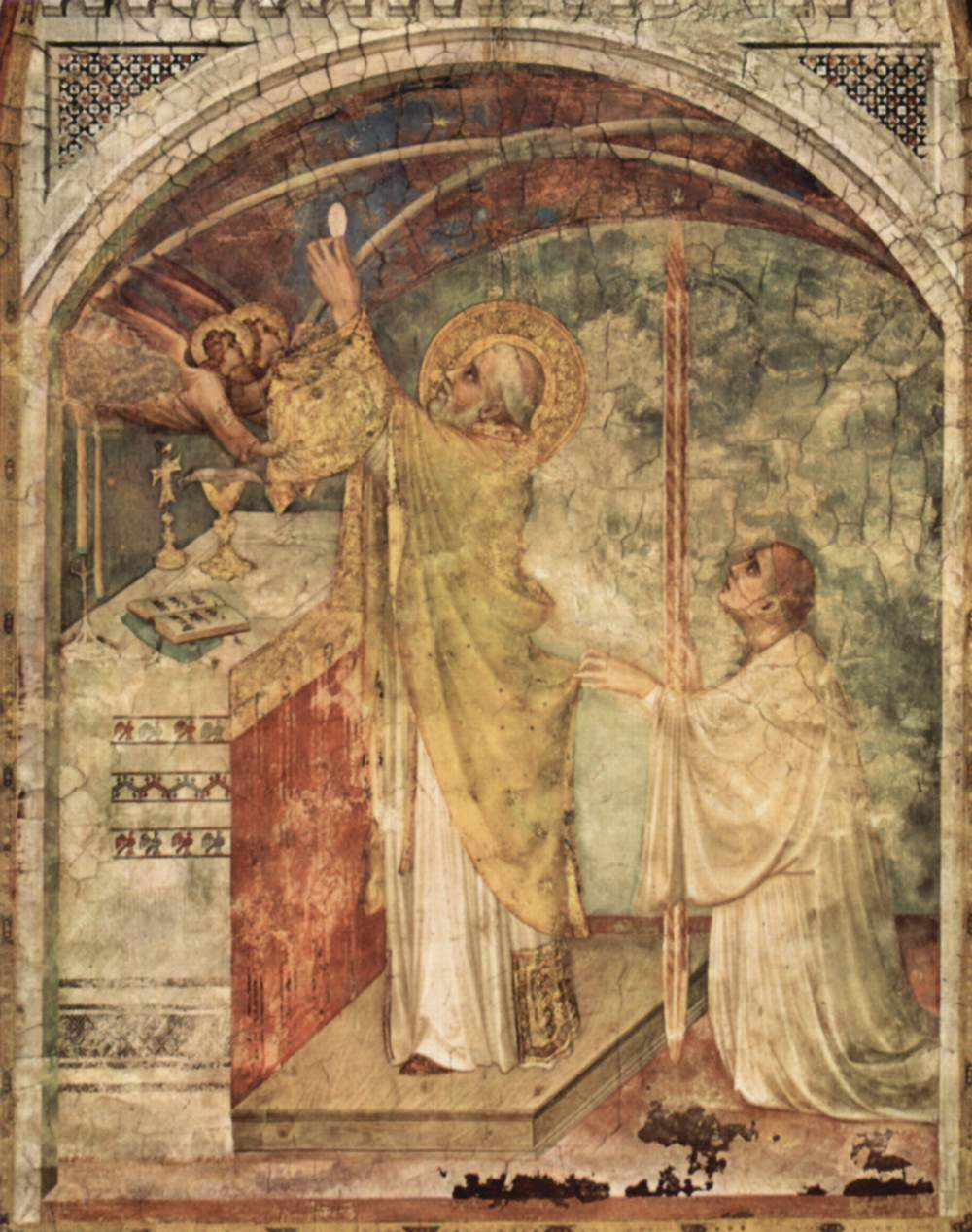
Csoda a mise alatt
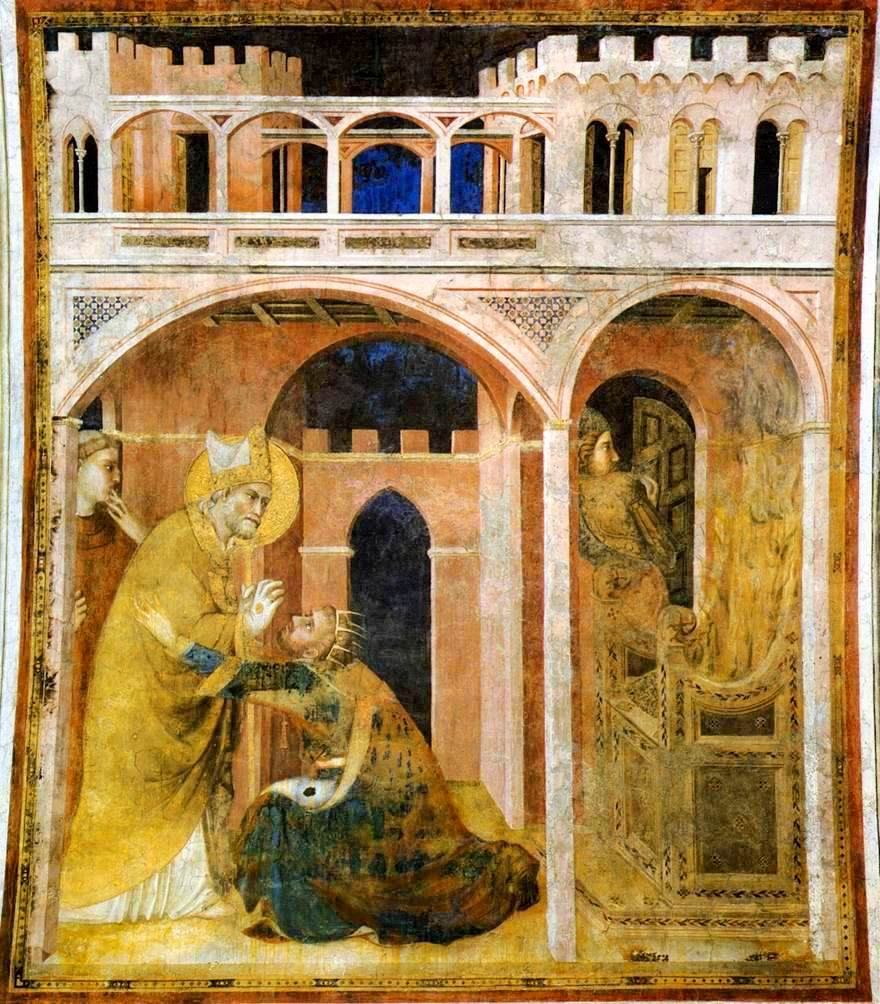
A tűz csodája
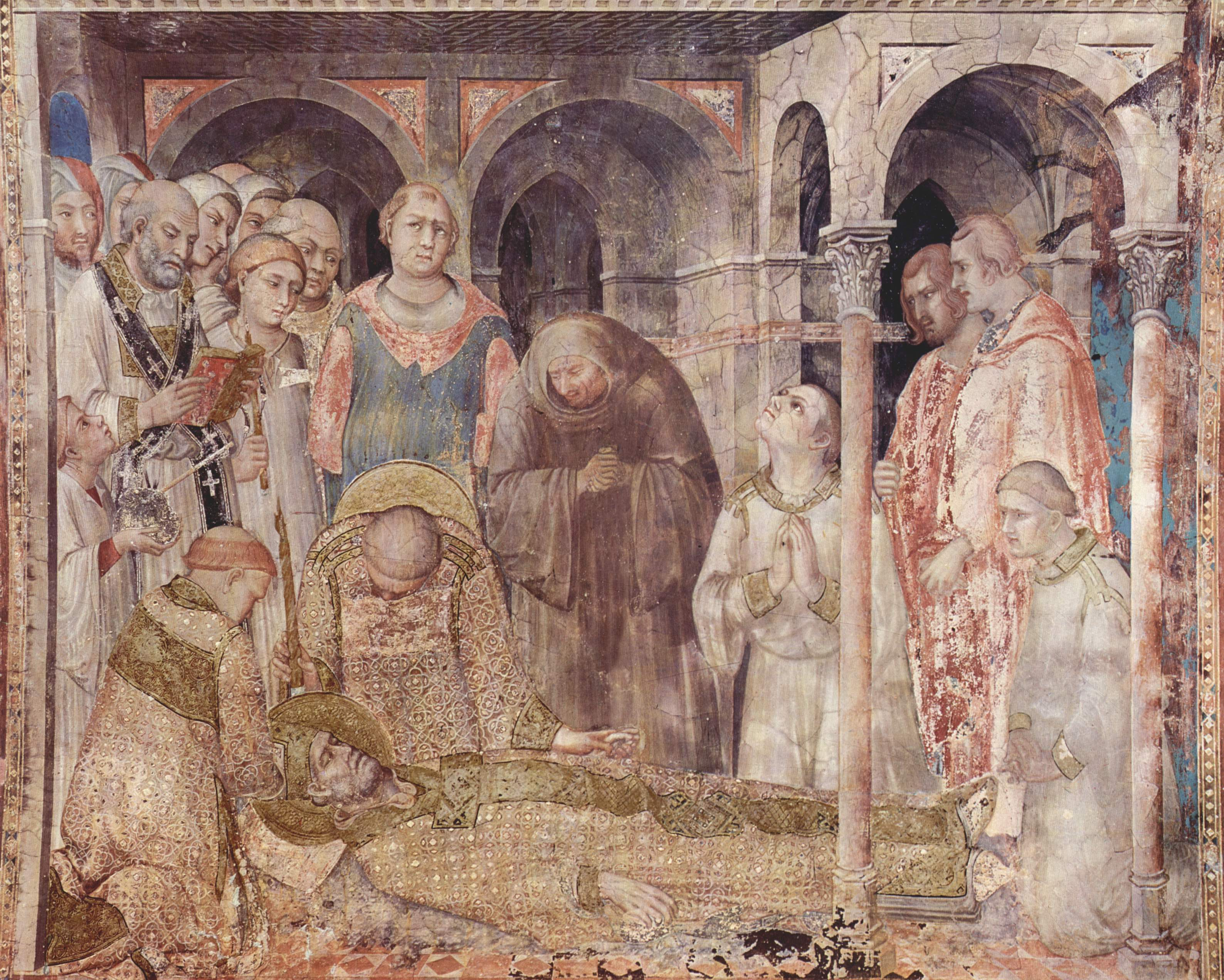
Szent Márton halála
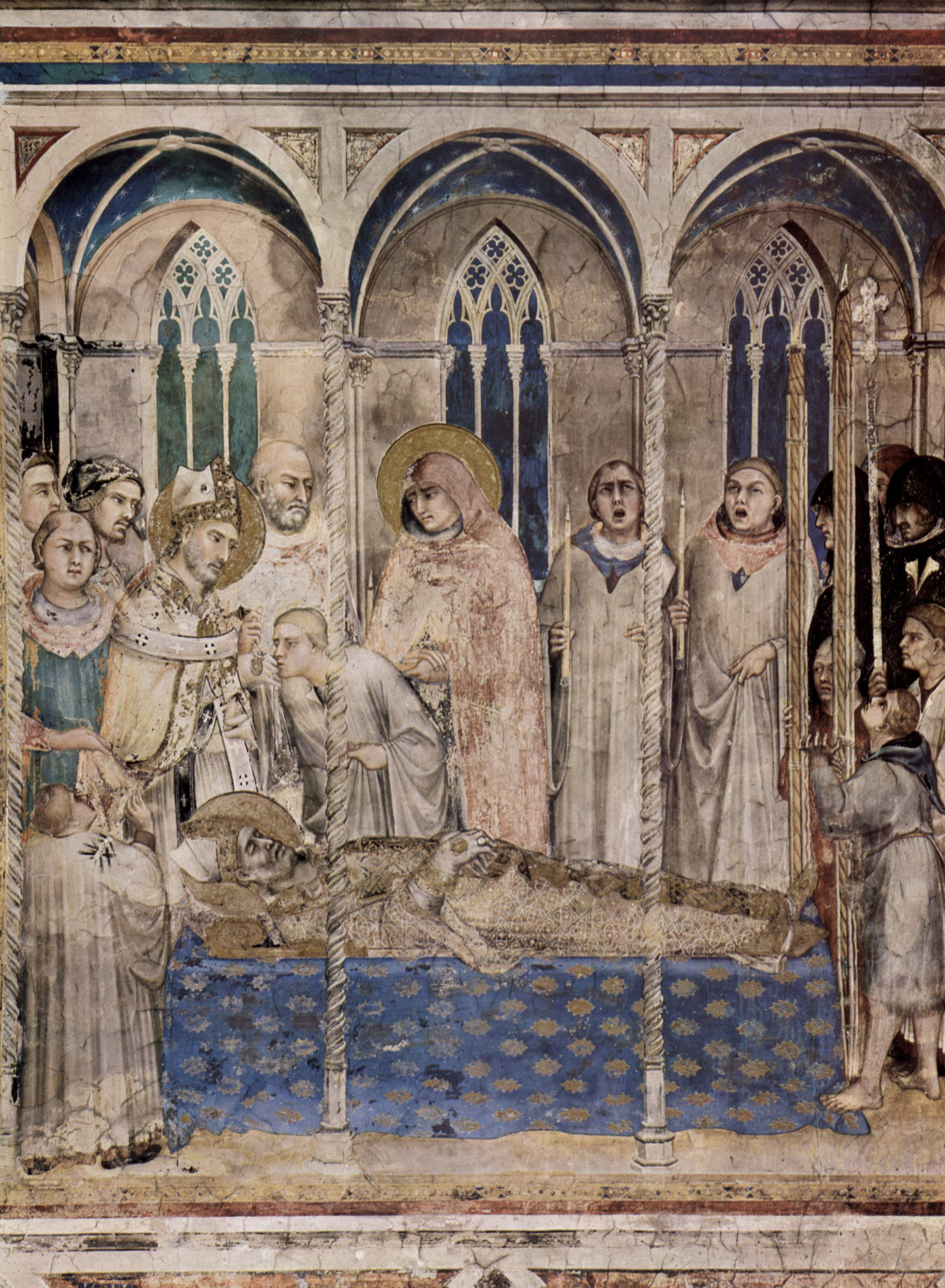
Szent Márton temetése

### Szentábrázolások a Szent Ferenc-bazilika altemplomának kereszthajójában
A Szent Ferenc-bazilika alsó templomában, a jobb oldali kereszthajóban, a Szent Miklós-kápolna külső falán egy széles sávban Simone Martini hét szentet és egy Madonna a Gyermekkel ábrázolást festett. A freskók 1318 körül készülhettek, de egyes kutatók szerint az is lehetséges, hogy egy évtizeddel később. Az egész sávot díszes keret fogja körbe, az alakokat vékony oszlopok választják el egymástól, vonalvezetésük harmonikus, a festésükhöz használt színek fényesek. Az alakok balról jobbra: Szent Ferenc, Toulouse-i Szent Lajos, Magyarországi Szent Erzsébet, Szent Margit, Szent Imre herceg, Szent István, a Madonna a Gyermekkel és Szent László

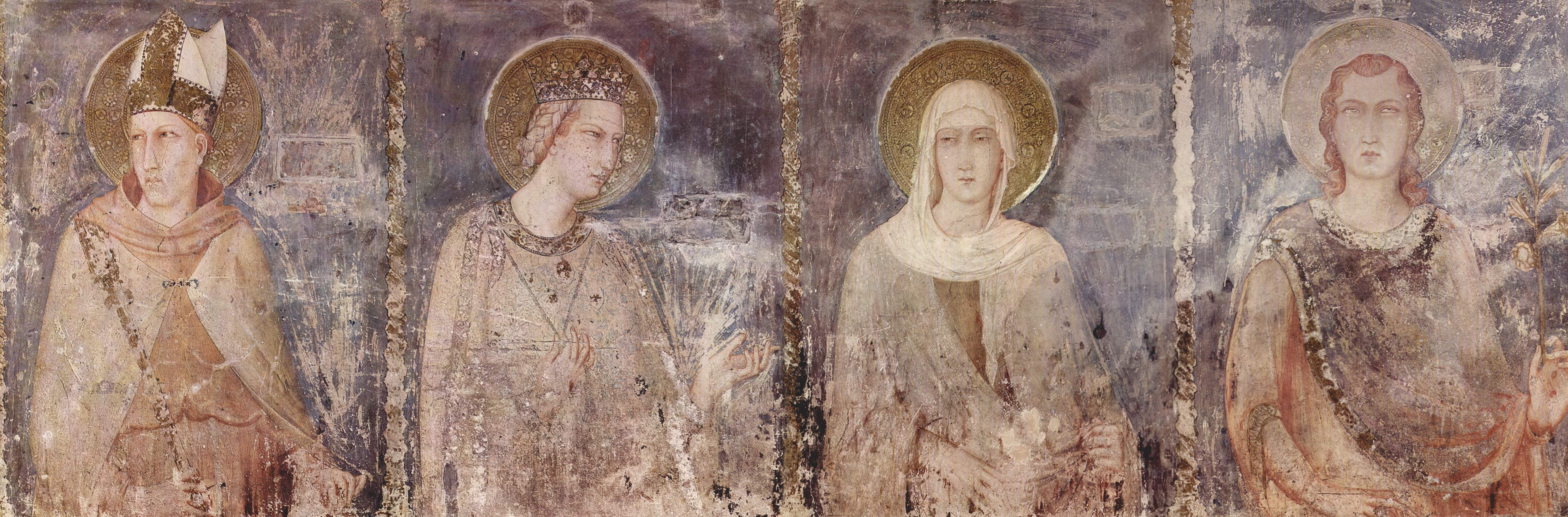
Toulouse-i Szent Lajos, Szent Erzsébet, Szent Margit és Szent Imre alakja az assisi Szent Ferenc-bazilika altemplomának kereszthajójában, a Szent Miklós-kápolna külső falán

## Toulouse-i Szent Lajos képmása

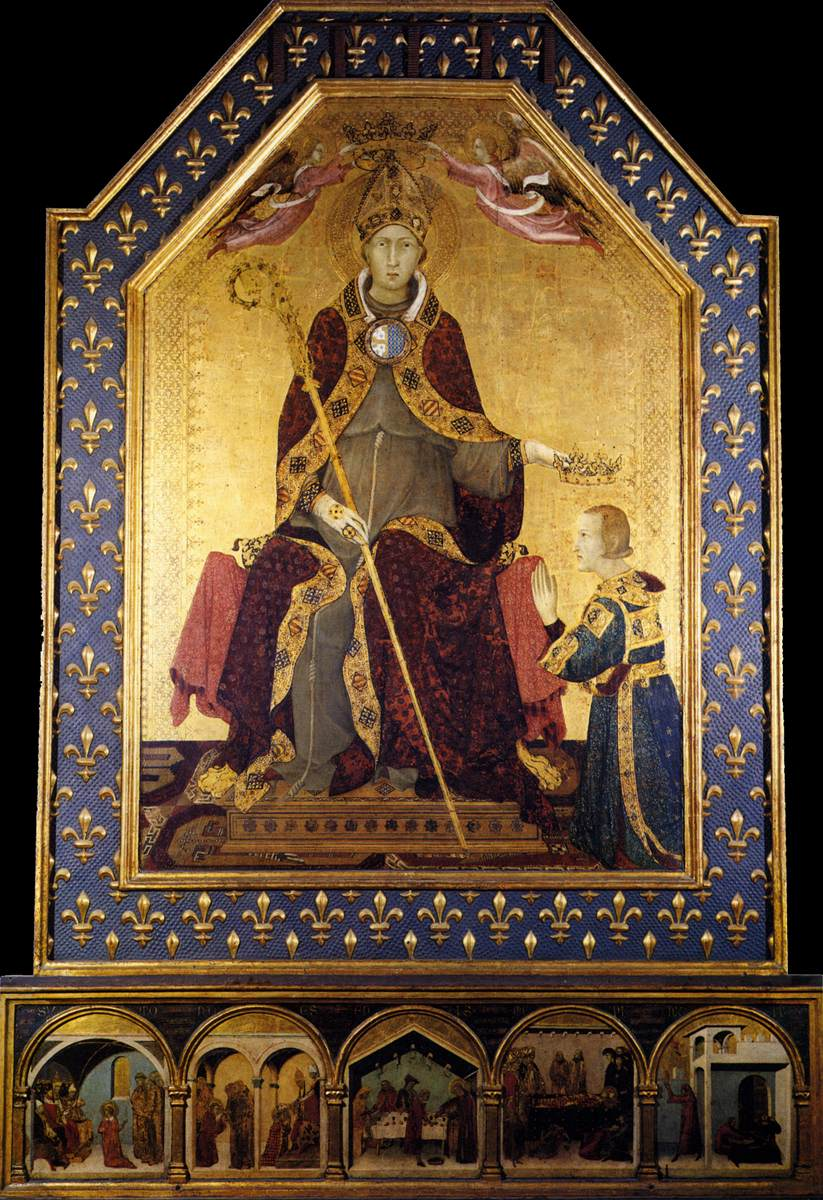
Toulouse-i Szent Lajos képmása, Nápoly, Capodimonte képtár

Anjou Róbert nápolyi király, Petrarca barátja úgy jutott hatalomra, hogy bátyja, Lajos lemondott a koronáról. Lajos belépett a ferences rendbe, később Toulouse püspöke lett, majd halála után szentté avatták. Róbert király emléket akart állítani bátyjának ezért 1317-ben (a szentté avatással egy időben) megbízta a művészt a szent képmásának megfestésével. Az elkészült táblakép eredetileg a nápolyi San Lorenzo Maggiore-templom egyik kápolnáját díszíttette, jelenleg is Nápolyban, a Capodimonte képtárban látható. A táblaképet széles keretbe foglalták, amelyet az Anjou-ház jelképével, liliomokkal díszítettek. Szent Lajos a kompozíció közepén látható egy trónon ülve, mereven frontális ábrázolásban. A herceg ferences öltözete felett díszes főpapi palástot visel, fején drágakövekkel és gyöngyökkel díszített püspöksüveget hord. Jobb kezében pásztorbotot tart, a bal kezében tartott királyi koronát öccse feje fölé emeli. A szentet eközben két angyal koronázza meg, a táblaképen így összefonódik Lajos égi és Róbert földi megkoronázása. A festmény a szereplők királyi méltóságát tükrözi, erre szolgál az anatóliai szőnyeg, a palástot összefogó valódi üvegkorong, és a figurákon látható ötvösmunkák és díszes ruhák ábrázolásai. Anjou Róbert a táblaképpel uralma legitim voltát kívánta hangsúlyozni, hogy megvédje magát a trónbitorlás vádjától Szent Lajos alakja anyagtalannak tűnik, távolba néz, láthatólag már az isteni szférához tartozik, fivére vele ellentétben a földi valóság része, ezt hangsúlyozza az is, hogy a festő valószínűleg élethű portrét alkotott a királyról

### A Toulouse-i Szent Lajos életét bemutató jelenetek
A táblakép alján öt jeleneten látható Toulouse-i Szent Lajos története. Az első képen Szent Lajos elfogadja, hogy Toulouse püspökének szenteljék. Ez politikai okokból titokban történt 1296 decemberében Rómában VIII. Bonifác pápa és II. Károly nápolyi király (Lajos apja) jelenlétében, aki így akart nagyobb befolyást szerezni egy egy olyan területen ami rendkívül fontos volt IV. Fülöp francia király számára. Lajos nem akart politikai játszmák részese lenni és csak úgy volt hajlandó ellátni püspöki teendőit, ha beléphetett a ferences rendbe. A második képen Lajos 1297. február 5-én fogadalmat tesz a pápával kötött titkos alku alapján, így a ferences rend tagjává válik, a harmadik képen a szent ételt oszt a rászorulóknak, a negyediken a temetését láthatjuk, ami méltó egy főpaphoz, az ötödiken egyik csodatételét, amikor feltámaszt egy gyermeket, aki nem sokkal azelőtt halt meg.

## A pisai Szent Katalin-poliptichon

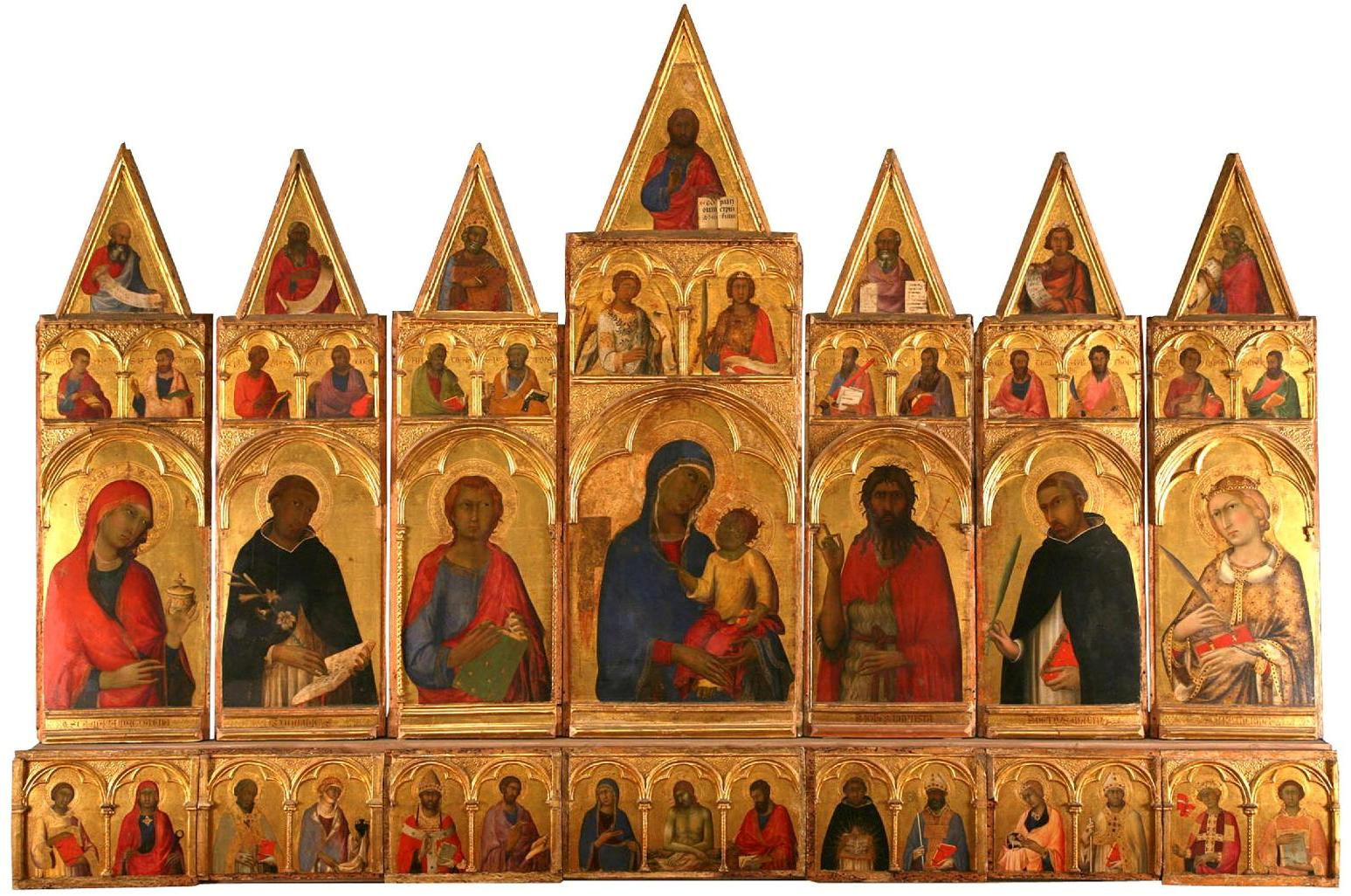
A Szent Katalin -poliptichon, Pisa, San Matteo-múzeum

A kutatások alapján arra következtethetünk, hogy a Szent Katalin-poliptichon (többrészes táblakép) teljes egészében Simone Martini munkája. Egyes kutatók szerint Szent Domonkos és Szent Péter mártír alakjait segédei készítették, de ennek kicsi a valószínűsége, mert a segédek közreműködése csak később vált hangsúlyossá munkáin. A pisai Santa Caterina kolostor évkönyvében utalás van arra, hogy a megbízást 1319-ben egy bizonyos Petrus Converustól kapta, és az elkészült munkát a kolostor főoltárára szánták. Jelenleg is Pisában, a San Matteo múzeumban látható, és a művész legfontosabb szignált képének tekinthető. Az oltárkép hét darabból áll, minden darab három részre tagolódik. Az oltárképen összesen negyvenhárom apostol, mártír, püspök és próféta alakja helyezkedik el. Az évszázadok során a táblakép darabjait többféle sorrendben rakták egymás mellé. Jelenleg a fenti háromszögekben középen a Megváltó látható, mellette kétoldalt a hárfán játszó Dávid király és Mózes a táblákkal, valamint Jeremiás, Ézsaiás, és Ezékiel próféták. A második sorban a táblakép mind a hét darabján két-két alak foglal helyet. Középen Mihály és Gábriel arkangyalok, mellettük apostolok és Máté evangélista. Nevük az arany háttéren olvasható, mindegyikük az Evangélium egy példányát tartja a kezében. Balról jobbra: Tádé, Simon, Fülöp, Ifjabb Jakab, András, Péter, Pál, Idősebb Jakab, Máté evangelista, Bertalan, Tamás és Máté apostol. A középső sorban a nagyméretű alakok: Mária Magdolna, Szent Domonkos, János evangélista, a Madonna a Gyermekkel, Keresztelő Szent János, Szent Péter mártír és Alexandriai Szent Katalin. A Madonna fölött a keretben a művész szignója: „Symon de Senis me pinxit”. Az alsó sor, a predella részeinek a sorrendje kevésbé problémás. A középső képen Krisztus látható Szűz Máriával és Szent Márkkal. A többi alak balról jobbra Szent István, Szent Apollónia, Szent Jeromos, Szent Luca, Szent Gergely, Szent Lukács, Aquinói Szent Tamás, Hippói Szent Ágoston, Szent Ágnes, Szent Ambrus, Szent Orsolya és Szent Lőrinc. Az, hogy a táblakép ilyen sok részre tagolódik lehetőséget adott a művésznek, hogy az ilyen jellegű munkákon hagyományosan megjelenő alakok mellett másokat is ábrázoljon, mint például a megrendelő Domonkos rendhez köthető Szent Jeromos vagy Szent Gergely. Ezenkívül nem sokkal korábban szentté avatott személyek is megjelennek, Szent Domonkos a Domonkos rend alapítója és Szent Péter mártír. A táblakép egyik különlegessége, hogy Aquinói Szent Tamást dicsfénnyel ábrázolta, miközben szentté avatására ténylegesen csak 1323-ban került sor.

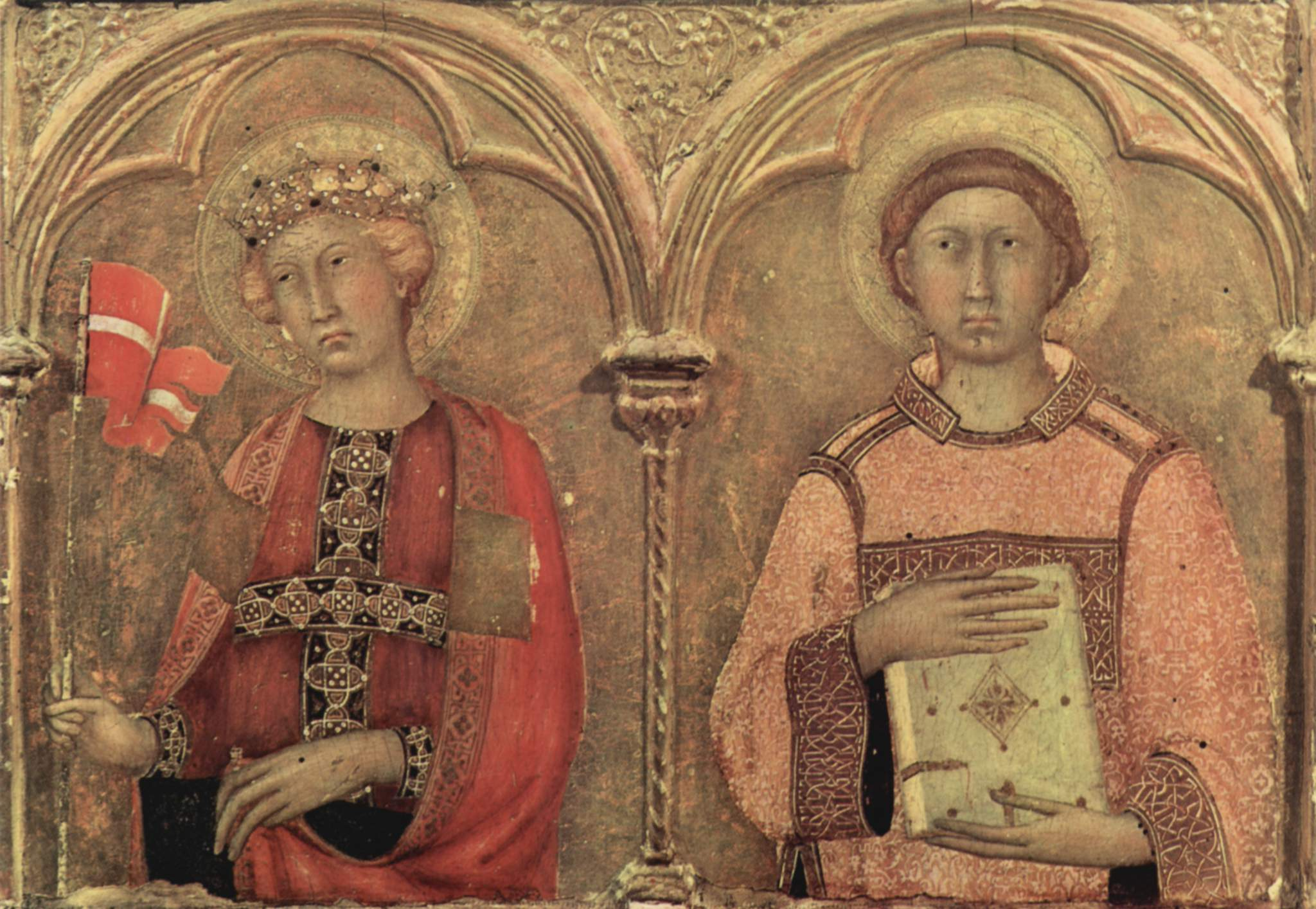
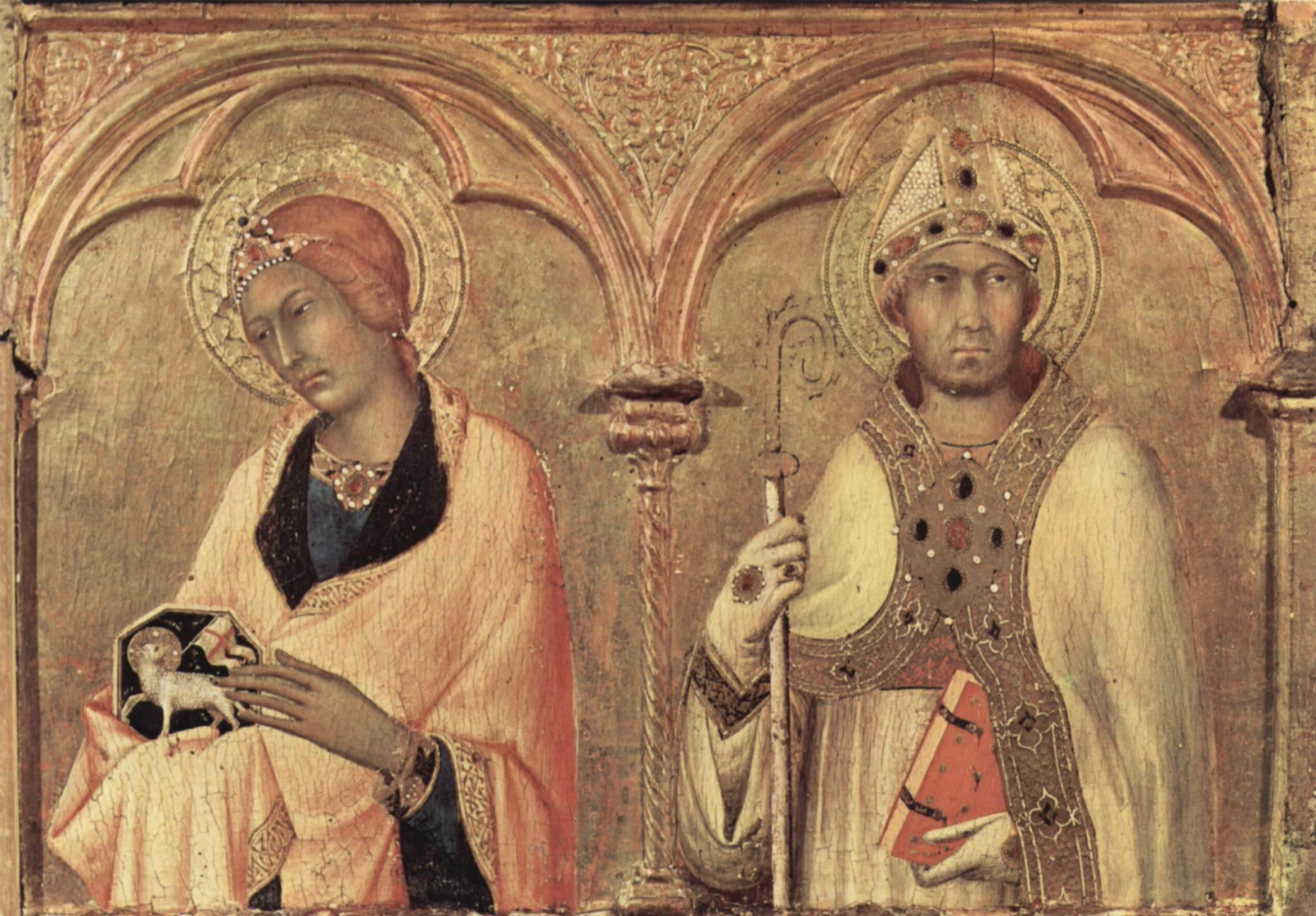

## Orvietói évek

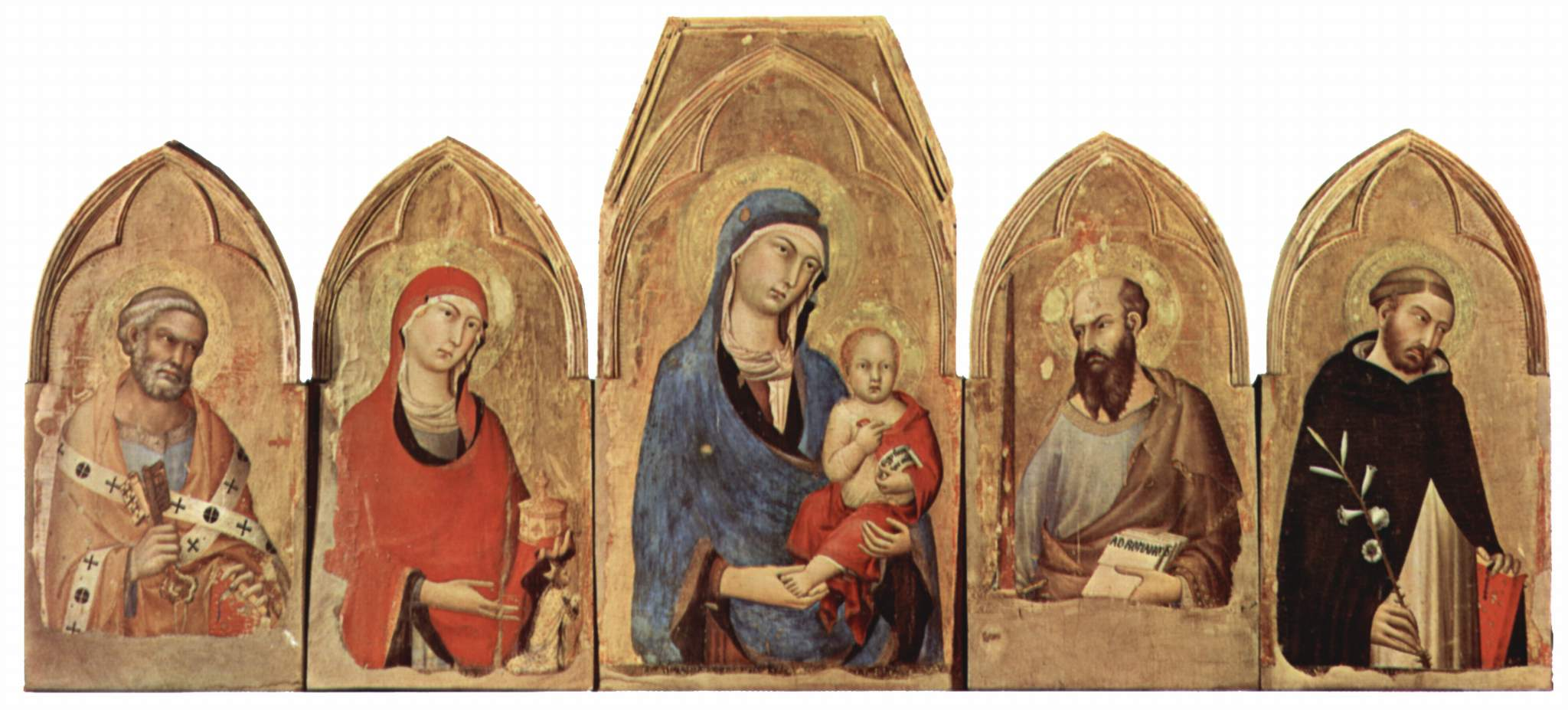
Orvietói poliptichon, Orvieto, Opera del Duomo

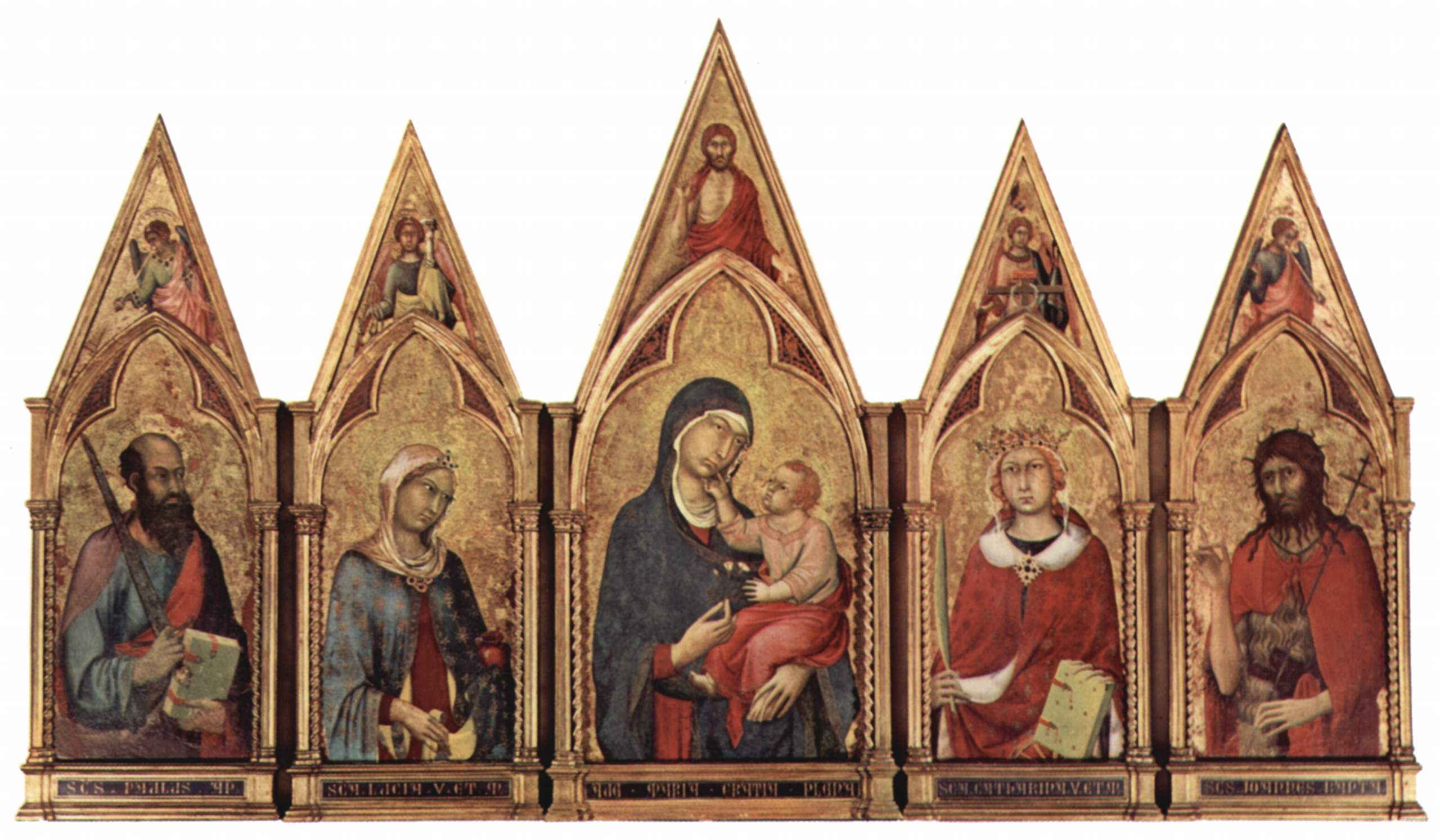
Poliptichon, Boston, Isabella Steward Gardner múzeum

A művész 1320-as évek elején készült munkáinak datálása nagyon nehéz sőt nagy részüknek még alkotója sem határozható meg teljes bizonyossággal. Ennek az az oka, hogy a mesterrel szorosan közreműködő segédek nagy számban dolgoztak a műhelyében, gyakran használták egymás ecseteit, sőt időnként olyan munkákat is szignóztak amelyeket más készített. Az Orvietói poliptichon ennek a jelenségnek egy jellegzetes darabja. Készítésének dátumát eddig nem tudták meghatározni, az 1320-as évekre tehető, és a Szent Domonkos-templom számára készült. Jelenleg a Orvietóban, az Opera del Duomóban látható. Megrendelője Sovana püspöke Trasmundo Monaldeschi volt, aki száz aranyat fizetett érte. A táblakép eredetileg hét részből állt, napjainkra a két szélső tábla elveszett. Középen a Madonna a Gyermekkel mellette Szent Péter, Mária Magdolna, Szent Domonkos és Szent Pál látható. A táblakép jellegzetessége, hogy Szent Pál balra fordul, míg a többi alak jobbra néz.
A jelenleg Bostonban, az Isabella Steward Gardner múzeumban található poliptichon egyidős lehet az előzővel, vagy csak kicsit készült később. Az eredetileg az orvietói Santa Maria dei Servi-templom számára készült oltárkép öt részből áll. Középen itt is egy Madonna a Gyermekkel ábrázolás látható, mellette balról jobbra Szent Pál, Szent Luca, Alexandriai Szent Katalin és Keresztelő Szent János. A főalakok fölötti háromszög alakú területekben középen a sebeit mutató Krisztus mellett angyalok jelennek meg, akik jobb kezükben a Passió szimbólumait tartják (oszlop, ostor, töviskorona, kereszt, és lándzsa). Stilisztikailag ez a táblakép közelebb áll a pisai Santa Caterina kolostor számára készített képhez, mint az orvietói poliptichon. Az alakok elegáns vonalvezetésűek, kezük gondosan kidolgozott. A kutatók ma már a táblaképet Szent Pál figuráját kivéve teljes egészében Simone Martini művének tekintik. Az 1320-as években készült művek egy csoportját szinte lehetetlen datálni, mert nem maradtak róluk írásos dokumentumok. Ehhez a csoporthoz tartozhat egy Madonna a Gyermekkel és angyalokkal táblakép az orvietói Opera del Duomóban, ennek a képnek egy másik darabja, egy mártírábrázolás Ottawában, ezenkívül egy Szent Luca és Szent Katalin-táblakép Settignanóban és két Madonna ábrázolás a sienai képtárban. Egyes kutatók a San Casciano in Val di Pesa város Misericordia-templomában található feszületet is Simone Martini 1321 körül készített művének tartják, de erre sem utalnak írásos dokumentumok.

## Második sienai korszaka
Miután több évet töltött el Assisiben, Orvietóban és dolgozott Pisában is, 1324-ben visszatért Sienába, megházasodott és valószínűleg hosszú ideig, évekig a városban maradt. Ekkorra már széles körben ismert művész volt. A sienai városháza számára számos freskót festett, de ezek a művei nem maradtak fenn, csak a művésznek kifizetett összegekről szóló forrásokból tudunk róluk. Második sienai korszakában festette a Szent Ágoston-templom Taranói Boldog Ágoston-oltárképét, Guidoriccio da Folignano híres képmását és a jelenleg az Uffiziben látható Angyali Üdvözletet.

### ATaranói Boldog Ágoston-oltárkép

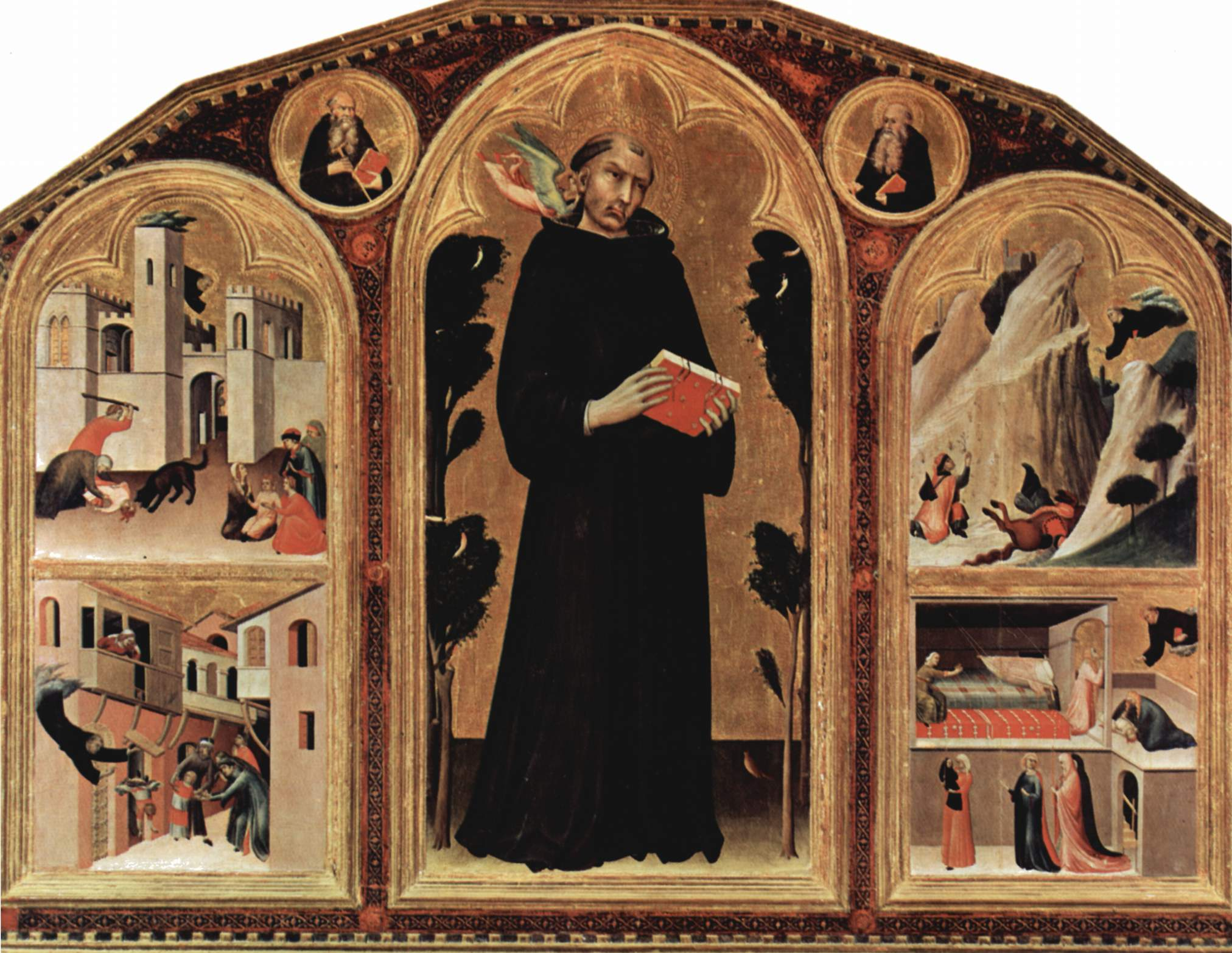
A Taranói Boldog Ágoston-oltárkép

Ágoston a kor népszerű figurája volt. Jogot tanult a Bolognai Egyetemen, majd belépett az Ágoston-rendbe, ahol a rend generálisává vált. Pályafutása csúcsán úgy döntött, hogy visszavonul a Sienától nem messze lévő San Leonardo al Lago remeteségbe. 1309-ben bekövetkezett halála után boldoggá avatták. Az oltárkép öt táblából áll, őt és négy csodatételét ábrázolja. A táblakép eredetileg a Szent Ágoston-templomban függött a falon Boldog Ágoston koporsója fölött. A neki szentelt oltárral együtt a koporsó és a táblakép egy jellegzetes emlékegyüttest alkotott. A táblaképet csak hozzávetőlegesen tudták datálni, 1324-ben valószínűleg már kész volt, amikor a város nagyszabású és költséges ünnepségsorozatot tartott Ágoston tiszteletére. A táblakép közepén a fiatal arccal ábrázolt Ágoston áll könyvvel (az Ágoston-rend szabályzatával) a kezében. A festő dicsfénnyel ábrázolta, pedig nem avatták szentté. A mellette látható fák és a fölötte lévő medalionokba festett idős remeték a világtól elvonult remeteéletre utalnak, amit San Leonardo al Lagóban folytatott. A négy csoda mindegyike balesetet szenvedett emberek (három esetben gyerekek) számára nyújtott segítségéről szól. A „Gyermeket megtámadó farkas csodája” jeleneten Siena városa, „Az erkélyről lezuhanó gyermek csodája” jeleneten a város egyik utcája, a „Bölcsőből kizuhanó gyermek csodája” jeleneten egy ház belseje, a „Szakadékba zuhanó lovag csodája” jeleneten Siena környéke látható a háttérben.

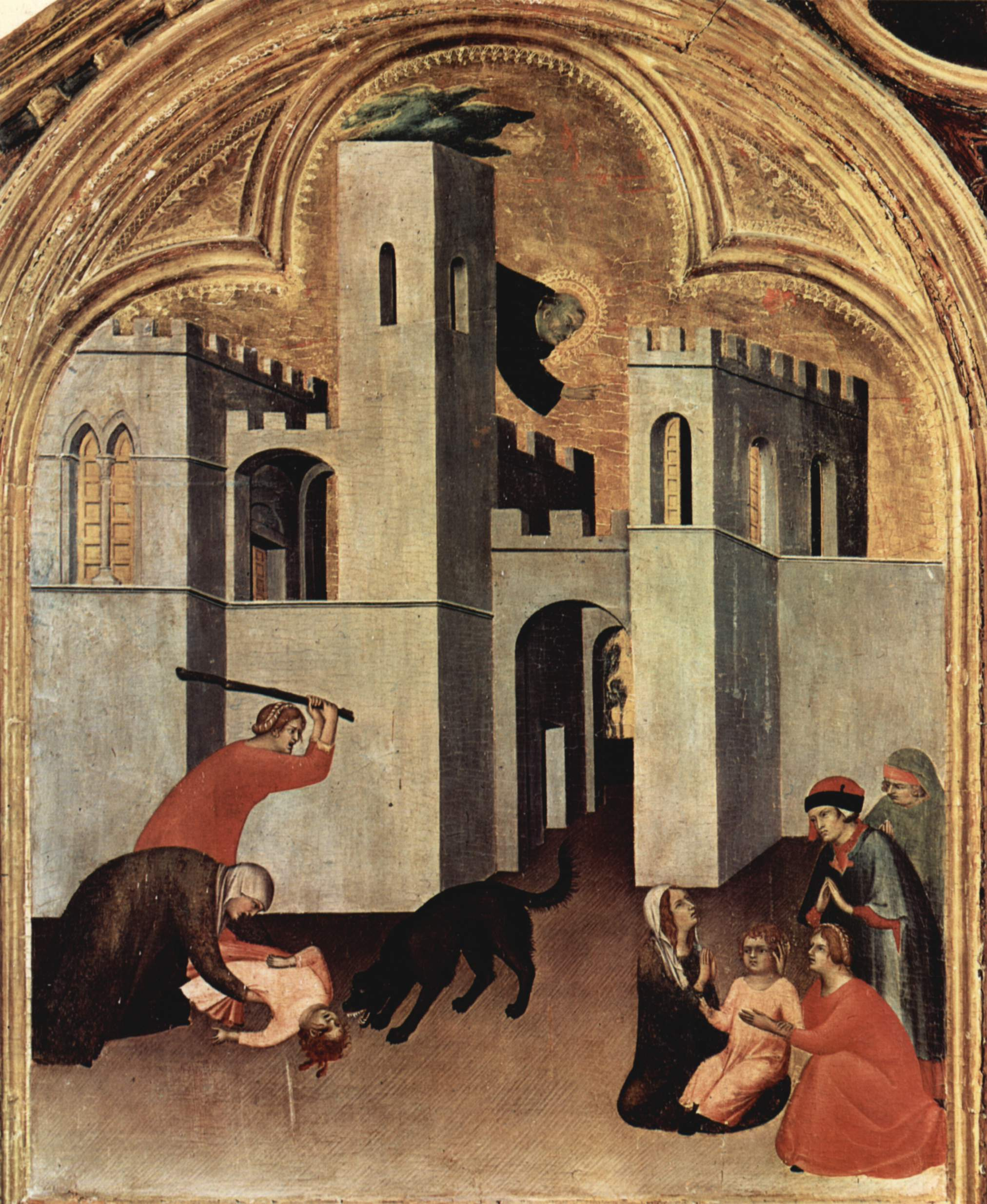
A gyermeket megtámadó farkas csodája
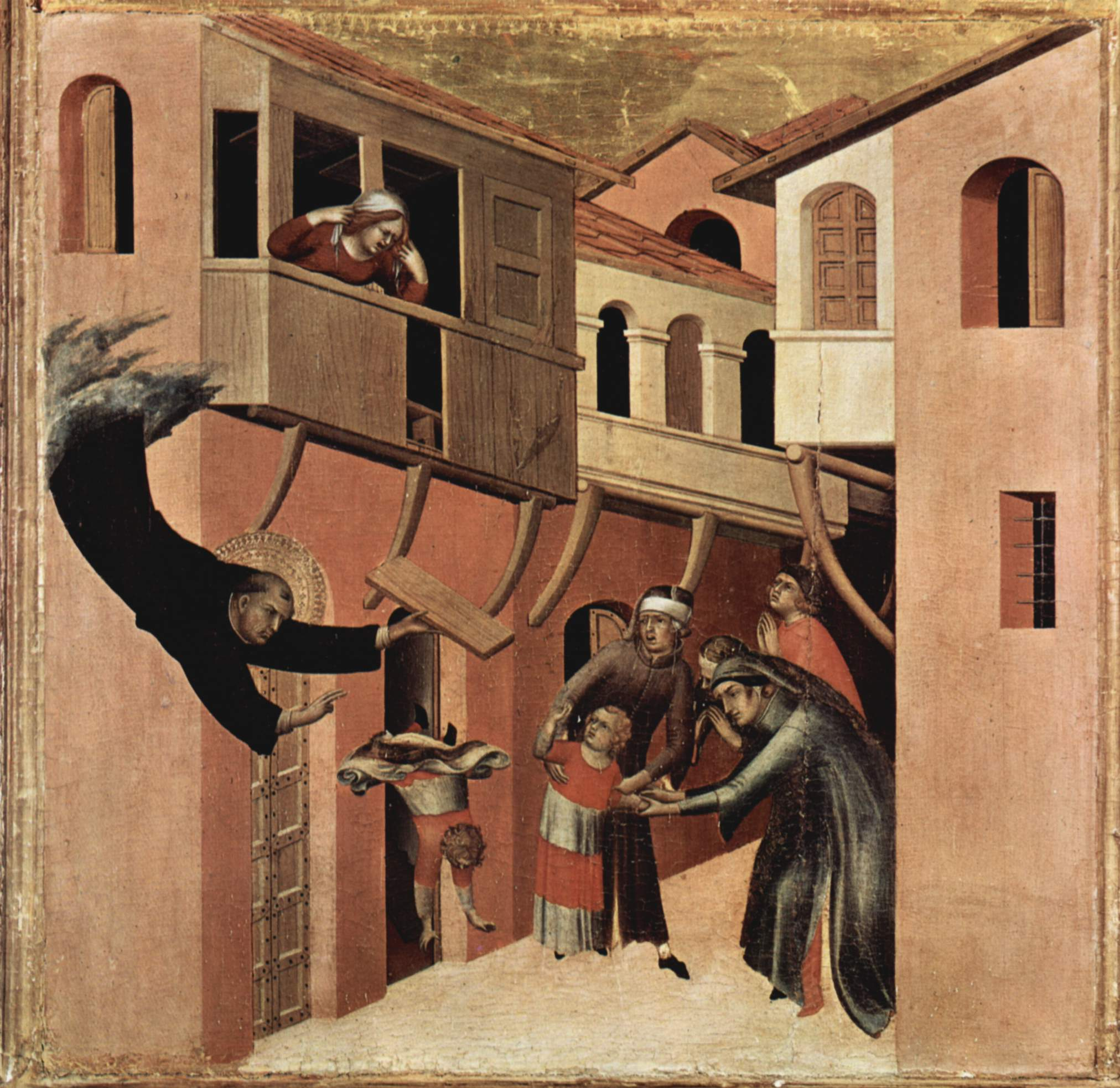
Az erkélyről lezuhanó gyermek csodája
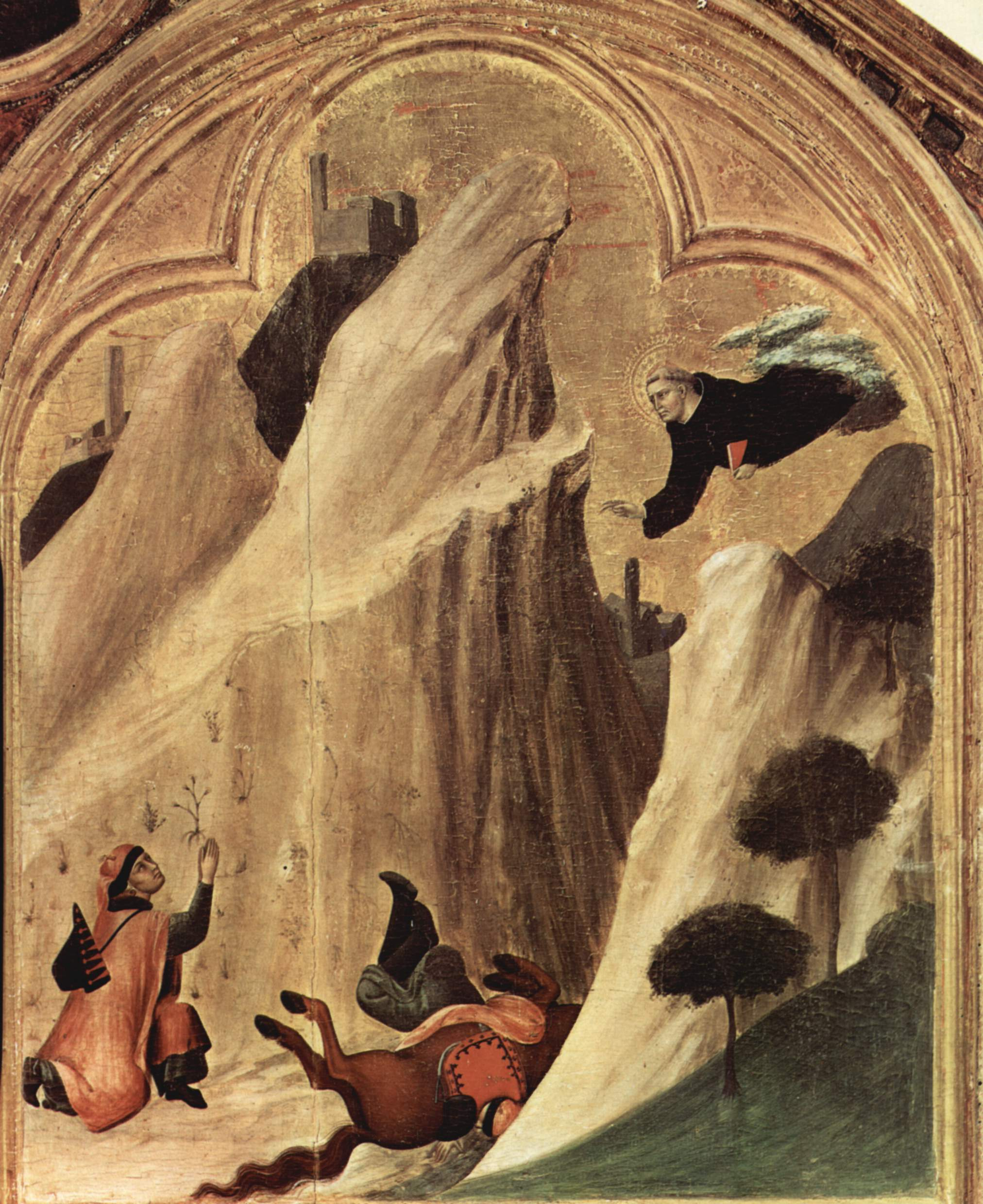
A szakadékba zuhanó lovag csodája
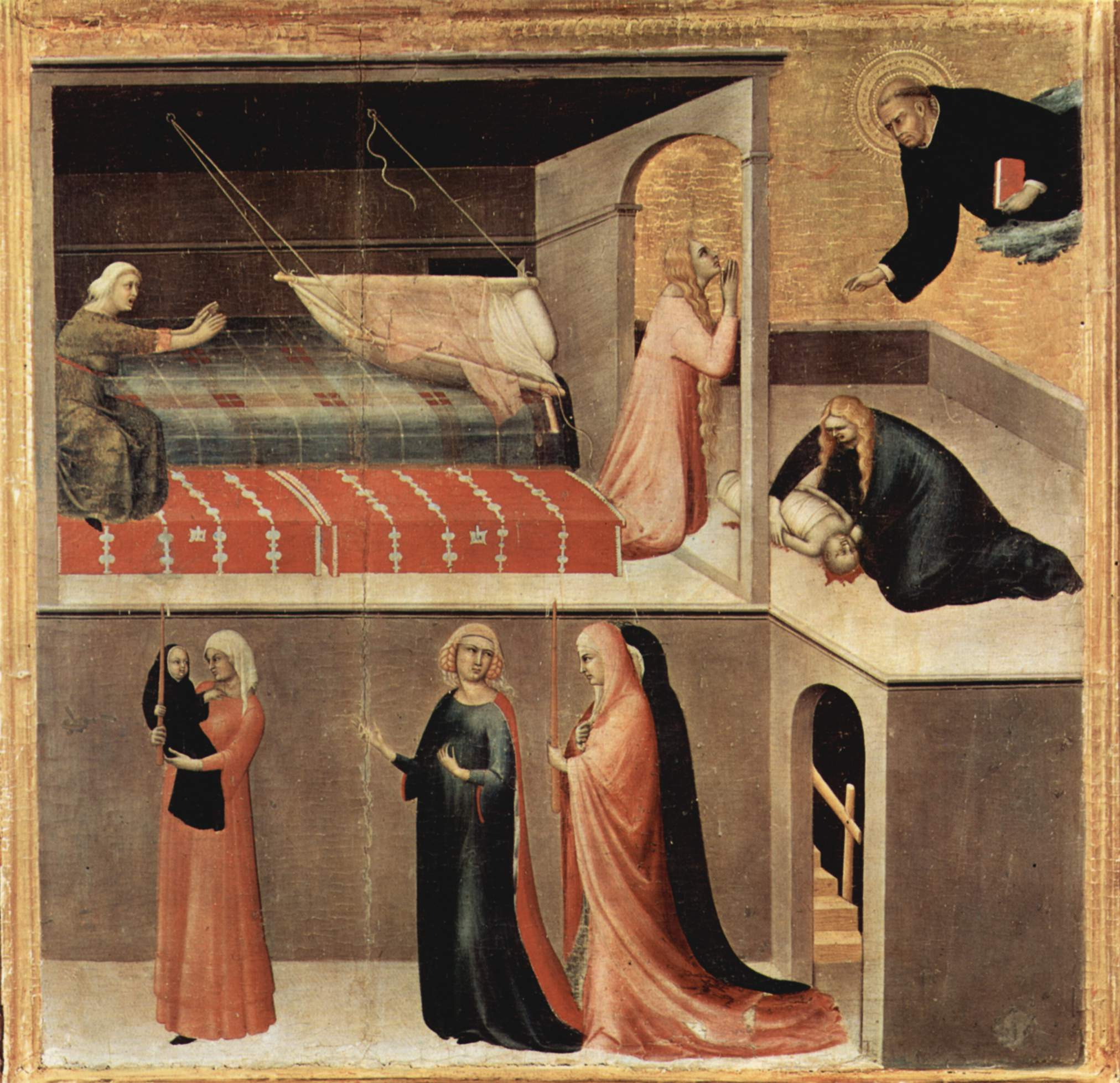
A bölcsőből kizuhanó gyermek csodája

### A Szent László-tábla
Az altomontei Szent László-tábla (Altomonte, Museo della Consolazione) Filippo di Sangineto befolyásos nápolyi udvari ember számára készült, amikor az uralkodó utasítására hosszabb időt töltött Sienában. A kisméretű táblakép valószínűleg két részből állt, megmaradt darabja Szent László magyar királyt ábrázolja. A témaválasztás kifejezi a szoros kapcsolatot, amely a megrendelőt az Anjou-ház magyarországi ágához kötötte. A szent díszes arany háttér előtt áll, kezében csatabárdot tart. A táblaképhez használt színek élénkek, a szent köpenyének alakja a térbeliség látszatát kelti.

### Guidoriccio da Folignano
Martini a források szerint 1330-ban festette meg a Palazzo Pubblico tanácstermében Guidoriccio da Folignano hadvezér képmását, aki akkoriban verte le a Sienai Köztársaság uralma ellen lázadó Montemassi és Sassoforte városkák lázadását. A legutóbbi restaurálás folyamán kiderült, hogy a freskót a szokásokkal ellentétben nem a bal hanem a jobb felső sarkából kezdte festeni. A falkép rendkívül gyorsan hét vagy nyolc nap alatt készült el, a hadvezérnek és lovának festése mindössze egy napig tartott. A képen a két kis települést egy-egy hegyfokon ábrázolta a művész, lábuknál a sienai hadsereg tábora, középen a hadvezér lóháton. Mögötte egyszerűen megrajzolt háttér, sötétkék égbolttal. A festő láthatólag nagy figyelmet fordított a táborok, jelvények, zászlók, fegyverek és páncélzatok ábrázolására. A falkép a sienai freskóművészet egyik csúcspontja; monumentalitást és dekorativitást, ezenkívül a realisztikus portré kezdeményeit egyesíti magában, és az absztrakt, jelzésszerű látképben megjelennek a valósághű tájábrázolás kezdetei is. 1980-ban a festmény alatt egy másik, valószínűleg 1330 után készült nagy művészi értéket képviselő freskót fedeztek fel, ami így megkérdőjelezheti Guidoricco képmásának datálását és szerzőjét is. A kutatók ez alapján jelenleg sem tudják teljes biztonsággal eldönteni, hogy Simone Martini művének tekinthető-e. Az utolsó restauráláskor kiderült, hogy a kép egész bal oldalát beleértve Montemassi várának ábrázolását is a 15. vagy 16. században újrafestették. Vizsgálatok azt is kimutatták, hogy a kép jobb oldalán egymás fölött négy réteg vakolat található. Ebből az következik, hogy a képen ábrázolt táj alatt egy régebbi festmény maradványai lehetnek, de ennek megállapításához el kellene távolítani a jelenlegi festmény egy részét. Így a kép datálása és szerzője továbbra is bizonytalan. 

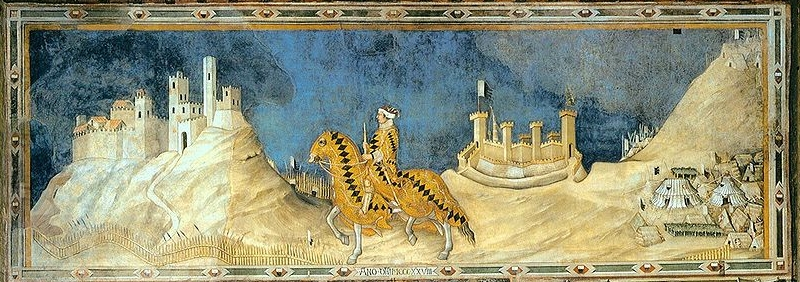
Guidoriccio da Folignano, Siena, Palazzo Pubblico

### Angyali üdvözlet

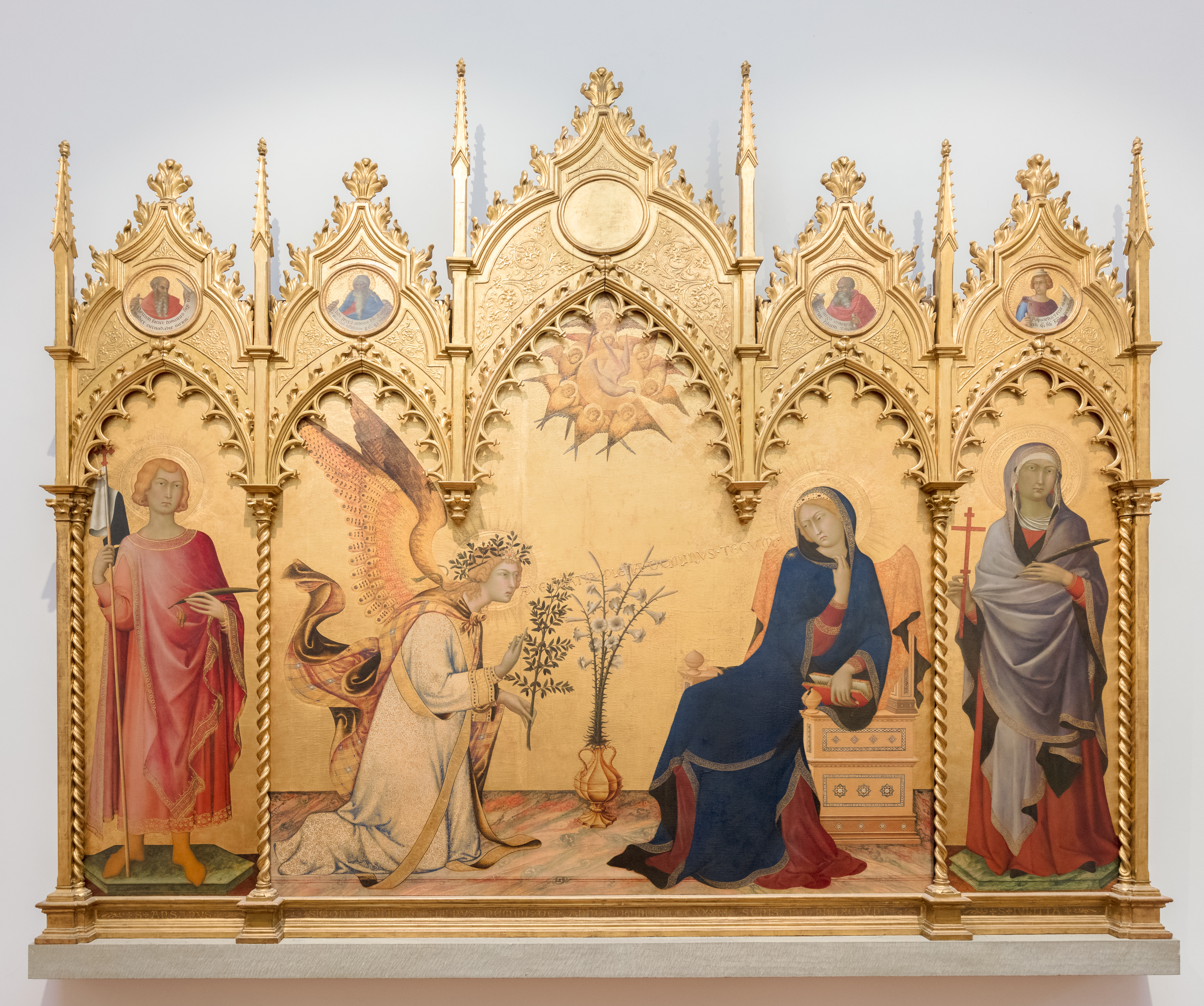
Angyali üdvözlet, Firenze, Uffizi

Az Angyali üdvözlet Simone Martini egyik legnépszerűbb alkotása és egyben a leggótikusabb is. A sienai székesegyházban található Szent Ansanus oltár részére készült 1333-ban, jelenleg a firenzei Uffizi Képtárban látható. Kerete ötvösműszerűen gazdag, tört vonalú ívekkel tagolt gótikus architektúra. A triptichon (háromrészes táblakép) főhelyén a köpenybe burkolózó Madonna összehúzza magát, ahogy meghallja az angyal üzenetét. Arcvonásai feszültek, úgy tűnik, mintha az angyal álmából ébresztette volna fel. A művész különös gondot fordított az angyal megjelenítésére. Kezében egy pálmaágat tart, különleges kockás köntösének redői érzékeltetik viharos megjelenését. Szárnyait a művész miniatúrafestőre valló alapossággal dolgozta ki. A szék háttámlájára finom kidolgozású arany virágmotívumokkal díszített vörös lepel borul. Az alakok mellett pontosan megjelenített részletek, a díszes szélű misekönyv, a márványpadló és a váza a liliomokkal adják a kép eleganciáját. A táblakép tetején lévő medalionokban balról jobbra Jeremiás, Ezékiel, Ézsaiás, és Dániel próféták láthatók, az alakokat a kezükben tartott tekercsekre írt nevük azonosítja. Az angyal és Mária párbeszédének szemléletes, finom ábrázolása a mai napig átélhetővé és kedveltté teszi Simone Martini miszticizmusát. A triptichon két oldalán elhelyezett két szent alakját valószínűleg a művész sógora Lippo Memmi festette, erre utal, hogy a két alak nagymértékben különbözik a központi alakoktól, ezenkívül Memmi szignója is megtalálható a képen.

## Simone Martini Avignonban

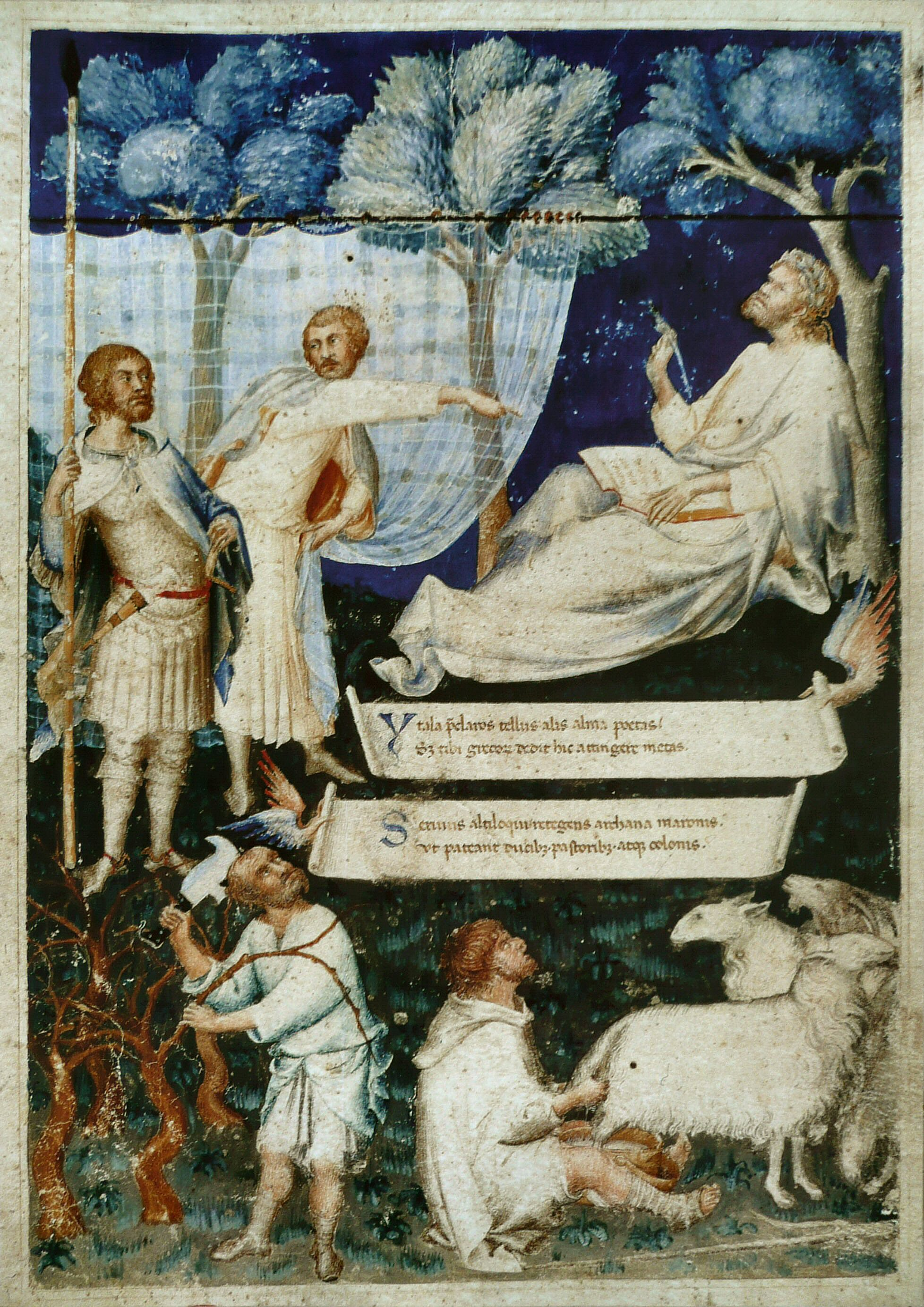
Címlap miniatúra Vergilius művéhez, Milánó, Biblioteca Ambrosiana

Simone Martini Jacopo Stefaneschi bíboros meghívására 1336 elején költözött Avignonba családja és néhány segédje társaságában és ott is halt meg 1344-ben. Avignoni tartózkodásának nyolc éve alatt számos megrendelést kapott, azonban ekkor készült munkáinak túlnyomó többsége elpusztult. A Stefaneschi bíboros megbízásából készült Notre-Dame-des-Doms-templom kapujának található Jézus az angyalokkal, és a Madonna a Gyermekkel freskókból csak töredékes szinópiák maradtak meg. E szinópiák különleges vonzereje abban áll, hogy betekintést nyújtanak az alkotó folyamatba, a munka közbeni korrektúrákba és az ikonográfiai változtatásokba. Itt első ízben alkalmazta a Madonna dell'Umiltà (Alázatos Madonna) ikonográfiáját, ahol Mária nem trónon foglal helyet, hanem a földön ül. Ezenkívül csak egy 17. századi rajz őrzi a templom homlokzati falára festett, a 19. század elején elpusztult Szent György-freskó emlékét. Ez a freskó is Jacopo Stefaneschi bíboros megrendelésére készült, és nemcsak védőszentjének ábrázolása volt, hanem egyházpolitikai eszmét is megtestesített. Ez a freskó itt arra figyelmeztetett, hogy a keresztény lovagoknak éppúgy kötelességük volt az Avignonban fogvatartott egyház megszabadítása, ahogyan Szent György megmentette a királylányt a sárkánytól. A bíboros számára könyvet is díszített, a főpap által szerzett Mária-himnuszok kódexének elejére festette meg a gyermeket a tisztítótűzből kiragadó Szűz Mária alakját.
Simone Martini Avignoni tartózkodása alatt szoros barátságot kötött Petrarcával, és Laura képmását is megfestette. A portré, amelyet a költő két szonettjében is megemlít elveszett, viszont megmaradt az a mind témájában, mind felfogásában humanisztikus ihletésű címlap-miniatúra, amelyet egy Petrarca tulajdonában lévő kódexhez festett. A könyv Vergilius műveit tartalmazza Servius kommentárjaival. A képen Servius egy függönyt elhúzva mutatja meg egy lovagnak egy földművesnek és egy pásztornak az alkotó költőt. A miniatúra vízfestékkel és hígított temperával készült, áttetsző festékrétegek és harmonikus, ritmikus vonalak jellemzik, és felismerhető rajta a francia gótikus festészet hatása. Utolsó művei közül a Passió-poliptichon (amelynek darabjai Európa több múzeumába szóródtak szét) stilisztikailag olyan mértékben különbözik Avignonban készült többi munkájától, hogy datálása teljesen bizonytalan. A kisméretű magánáhítatra rendelt poliptichon táblái Duccio Maestà-oltára kompozícióinak elegáns variánsaiban ábrázolják Krisztus élettörténetét. Egyes kutatók szerint már Avignonban való költözése előtt elkészült, majd Franciaországba szállították. Más vélemények szerint ez az egyik legkésőbbi munkája, amely Napoleone Orsini megrendelésére készült, aki 1342-ben halt meg Avignonban. Ezt az elméletet támasztja alá, hogy az Orsini-család címere megjelenik a kép hátterében. Simone Martini utolsó ismert alkotása egy 1342-ben szignált és datált Szent Család kép. (Liverpool, Walker Art Gallery). Ez is egy kisméretű, magánáhítatra szánt kép, amelyet elegancia és zománcszerűen élénk színek harmóniája jellemez. Simone Martini életének utolsó két évéről nem maradtak fenn írásos dokumentumok, ekkor alkotott művei elpusztultak.

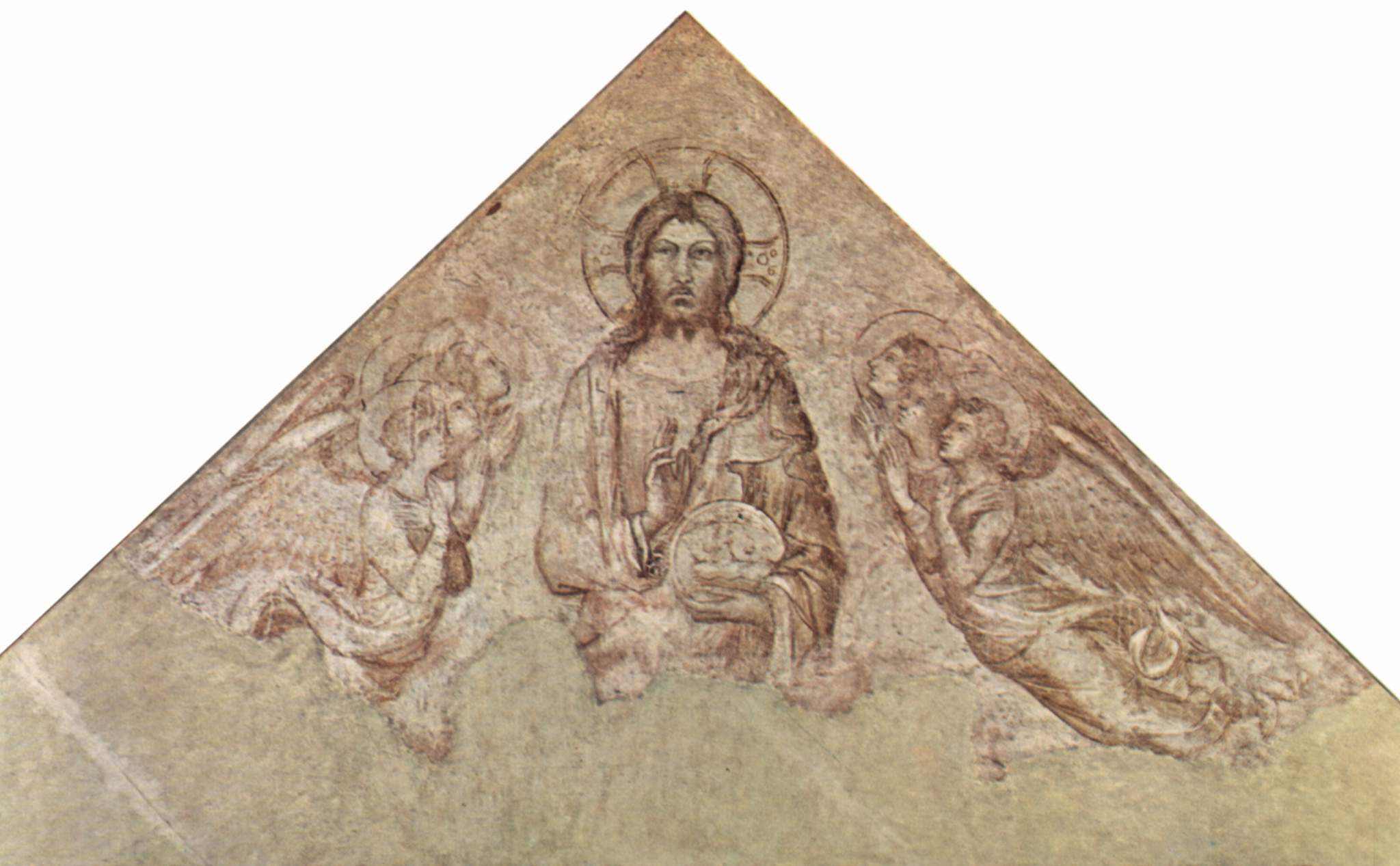
Jézus angyalokkal, Avignon, Notre-Dame-des-Doms-templom
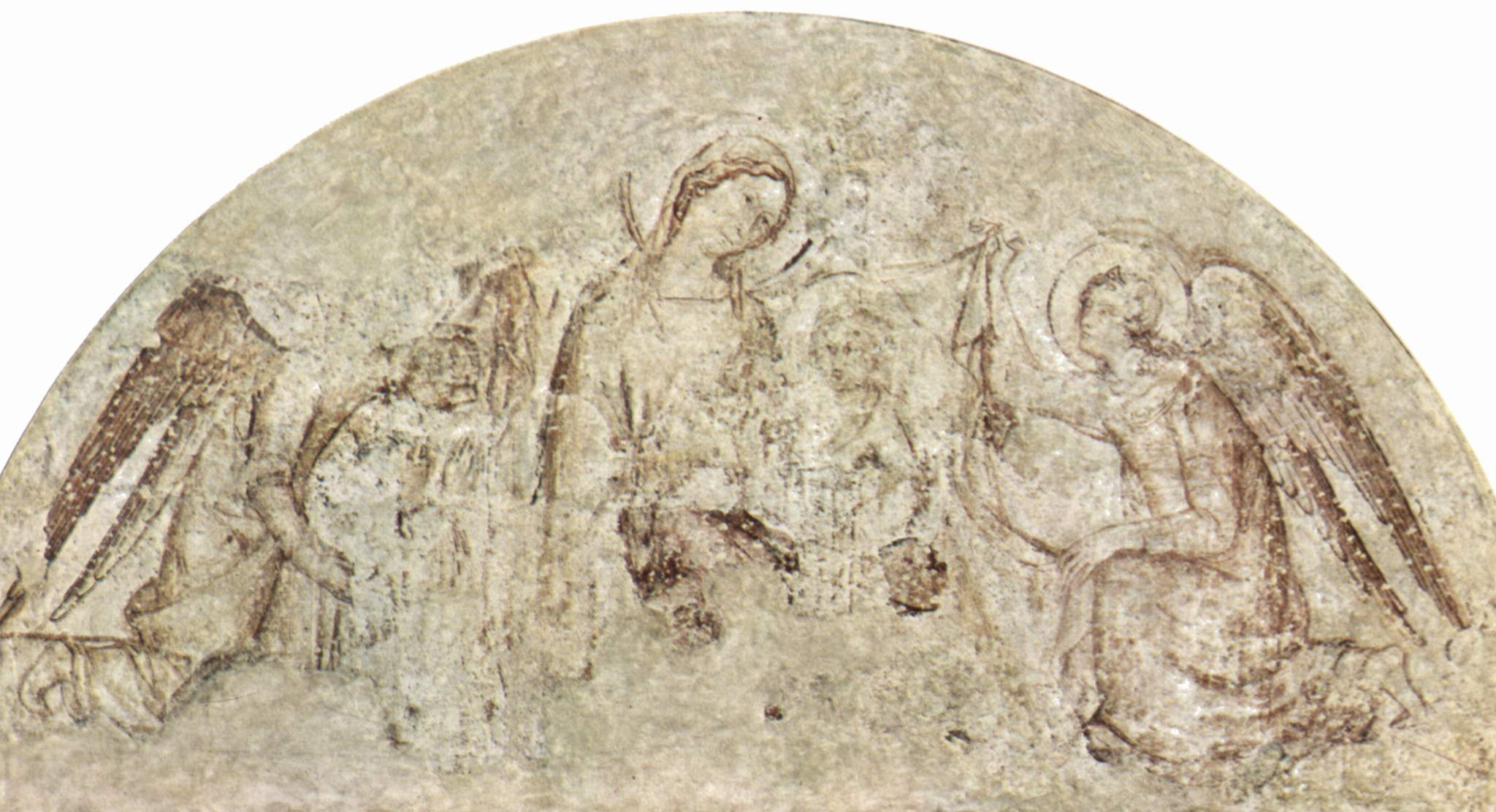
Madonna a Gyermekkel, Avignon, Notre-Dame-des-Doms-templom